# 井口裕香
井口 裕香（いぐち ゆか、1988年7月11日 - ）は、日本の女性声優、歌手。東京都出身。大沢事務所所属。レコードレーベルはKADOKAWA。

## 経歴
子供の頃からアニメが好きであり、アニメ雑誌などで声優のことを知り、「こういう夢のある世界に関わりたいな」と思ったという。
2002年にブロッコリーの主催するゲーマーズのマスコットキャラクター『G.G.F.』の声優オーディションに合格してデビュー。サファイア役を担当する。2003年に同名の声優ユニットを結成し、2006年3月の解散まで在籍していた。
2003年、テレビアニメ『デ・ジ・キャラットにょ』のうさだあかり役でテレビアニメへのデビューを果たした。G.G.F.在籍中、後藤沙緒里と声優ユニット「airyth」を結成している。2005年では『SPEED GRAPHER』の天王洲神楽役の一般公募オーディションでは、最終候補にまで残るも落選。その後、2006年から大沢事務所に所属となった。
2007年、テレビアニメ『アイドルマスター XENOGLOSSIA』の天海春香役で初めて主役を演じる。
2008年4月、『井口裕香の超ラジ!Girls』の放送を開始。初の生放送レギュラー番組のパーソナリティとなる。以降12年以上、番組の変遷はあるものの生放送番組のパーソナリティを続けている。
2009年4月、文化放送『A&Gメディアステーション こむちゃっとカウントダウン』のパーソナリティ（3代目アシスタント）に起用された。
2009年7月5日にtrue tearsのファンイベントが、実際にアニメにも登場した「南砺市城端伝統芸能会館『じょうはな座』」で行われた際、富山県南砺市市長より、名塚佳織・高垣彩陽ら出演者、スタッフとともに南砺市観光大使に任命された。
2010年10月4日より、文化放送超!A&G+にて『井口裕香のむ〜〜〜ん ⊂（　＾ω＾）⊃』のレギュラーパーソナリティになる。
2012年に第六回声優アワードにてパーソナリティ賞を受賞した。
2013年、アニメ映画『劇場版 とある魔術の禁書目録 -エンデュミオンの奇蹟-』のイメージソング「Shining Star-☆-LOVE Letter」で、個人名義で歌手デビューをすることを発表し、2012年12月24日、超!A&G+『井口裕香のむ〜〜〜ん ⊂（　＾ω＾）⊃』第117回にて、歌手活動ソロデビュー記者会見を映像配信し歌と踊りを披露した。
2015年4月から6月まで放送されたTVアニメ『ダンジョンに出会いを求めるのは間違っているだろうか』のオープニングテーマ「Hey World」で初めて主題歌を担当した。以降、同シリーズのアニメ及びアプリゲームの主題歌を複数担当する。
2019年3月、10年間アシスタントパーソナリティーを務めた番組『A&Gメディアステーション こむちゃっとカウントダウン』から卒業。
2019年4月から2021年3月まで、東京ホテイソンと共に文化放送『RADIO UnoZero』のパーソナリティに就任。
2022年3月27日に、ワーナー・ブラザース・ホームエンターテイメントからKADOKAWAへのレコード会社の移籍を発表した。
2024年4月3日に写真集『MORE MORE MORE』をKADOKAWAから発売。発売前に重版が決定、4月15日付「オリコン週間BOOKランキング」ジャンル別「写真集」で1位を獲得した。同年10月18日にはオール未公開カットで構成したデジタル写真集『MORE MORE MORE -Another Side-』を発売。同年11月8日には新たなデジタル写真集『アンコール』をリリースした。
2024年6月6日に『Tarzan』881号［We Love ジェーン！］コーナーにて、写真集撮影につながったストイックなカラダ作りについてのインタビューが掲載された。
2024年8月5日に『週刊プレイボーイ』同年34・35合併号のグラビアを飾ったほか、そのアザーカットを収録したデジタル写真集『君の声と、波の音と。～prologue～』（集英社）が発売された。また、同年の『週刊プレイボーイ』49号では表紙＆巻頭グラビアを飾った。グラビア仕事の継続はモノ作りが好きなこと、30代でも新たな挑戦ができることの気づき、とインタビューで述べている。そして、デジタル写真集単体で年間ダウンロード数１位を記録したことにより、「グラジャパ！アワード2024」にて「最優秀作品賞」を受賞した。
2025年3月17日に『週刊プレイボーイ』13・14合併号で再び表紙＆巻頭グラビアを飾った。
2025年6月6日に『ヤングガンガン』No.12号で表紙＆巻頭グラビアを飾った。同年7月31日には『週刊ヤングジャンプ』No.35号のセンターグラビアに登場し、同時にデジタル写真集『花も実も』（集英社）が発売された。

## 人物・特色
役柄としては、制作側も井口に対して「小さい子が得意そう」といったイメージがあるようで、そういったキャラを演じさせてくれるという。
3姉妹の末っ子で、家族構成は父・母の5人家族。猫を3匹、犬を2匹飼っている。元陸上部所属。父親は元タクシー運転手。『たまゆら』で自身が演じるキャラクター「岡崎のりえ」の父親も同様にタクシー運転手と設定されている。2016年4月に運転免許取得したことを発表。
「G.G.F.」で共に活動していた阿澄佳奈と親しく、互いのラジオ番組で毎回のように互いの名前を挙げている。阿澄のことを「もこ」と呼んでおり、その理由はメールを打っていた際、彼女の愛称「あすみん」を打ち間違えたことがきっかけで、「あすみん」→「あすもん」→「あすもっこり」→「もっこり」→「もこたん」→「もこ」と変化したことによる。高橋美佳子とは、井口の番組にゲストで登場した回数は最多を誇り、私生活でも高橋の家で食事をするほどの仲である。また髙野麻美とは高校時代の同級生で一緒に昼食を食べる仲であった。
恩師として中学生時代の国語の先生を挙げている。目標とする憧れの女性は井森美幸である。

### 趣味・嗜好
特技は短距離走である。
幼少期は時代劇が好きで、幼稚園児だった頃は祖父と一緒によく視聴していた。初恋の相手は里見浩太朗だと述べている。この他、好きなキャラクターとして、石田彰が演じる『最遊記』の猪八戒を挙げている。また、バレーボール、スカッシュに興味、関心を持っている。

### エピソード
『声優アニメディア』2009年5月号にて、自分が演じたインデックスの衣装を着用して『とある魔術の禁書目録』のインタビューを受けた。その中で一番思い出に残っているシーンとして、インデックスと風斬氷華が出会うシーン（第21話）を挙げている。
プリキュアシリーズに関してはこれまでも何度もオーディションを受けて落ち続けていたが、2022年放送の『デリシャスパーティ♡プリキュア』で華満らん / キュアヤムヤム役に選ばれ念願を果たした。なお、演じるらんの誕生日は井口と同じ7月11日だが、この日が「ラーメンの日」であることに基づく設定であり、これは偶然の一致と明かされている。

## 出演
太字はメインキャラクター。

### テレビアニメ
2003年
- デ・ジ・キャラットにょ（うさだあかり）

2004年
- ギャラクシーエンジェル（第4期）（子犬、女子高生A、スチュワーデスB）

2005年
- Canvas2 〜虹色のスケッチ〜（高遠川菜）
- モンチッチ（チムタン）

2006年
- おとぎ銃士 赤ずきん（夏美）
- ギャラクシーエンジェる〜ん（アナウンスA）
- ゴーストハント（伊東清美、女生徒）
- スクールランブル二学期（女の子A）
- ときめきメモリアル Only Love（新条さくら）

2007年
- アイドルマスター XENOGLOSSIA（天海春香）
- Over Drive（観客）
- キスダム -ENGAGE planet-（ヴァイレ）
- 月面兎兵器ミーナ（月島チアB）
- ケンコー全裸系水泳部 ウミショー（安千草）
- げんしけん2（重田）
- 灼眼のシャナII（女子B/荻原）
- しゅごキャラ!（2007年 - 2008年、女の子） - 2シリーズ
- 神霊狩/GHOST HOUND（塩田千帆、下級生C）
- 神曲奏界ポリフォニカ（子供B）
- Saint October（セシル）
- ZOMBIE-LOAN（ゴーレムの少女）
- 桃華月憚（白川明日菜、女生徒B）
- 爆丸バトルブローラーズ（オベロン）
- ぼくらの（ナカマ / 半井摩子、女子Ａ）
- もえたん（田中里奈）

2008年
- 仮面のメイドガイ（富士原なえか）
- ゼロの使い魔 シリーズ（2008年 - 2012年、イルククゥ） - 2シリーズ
- とある魔術の禁書目録（2008年 - 2019年、インデックス） - 3シリーズ
- true tears（安藤愛子）
- 乃木坂春香の秘密（2008年 - 2009年、女生徒、後輩女子、宗像理緒） - 2シリーズ
- BLASSREITER（エマ）

2009年
- 青い花（安田美沙子）
- 明日のよいち!（叶、女子生徒B、まさゆき、女友達B、幼少期の右京）
- かなめも（ケン君、同級生C）
- クイーンズブレイド 流浪の戦士（兵士2）
- シャングリ・ラ（石田香凛）
- NEEDLESS（ほのか）
- にゃんこい!（水野楓）
- 初恋限定。（女子A）
- FAIRY TAIL（2009年 - 2019年、シェリー・ブレンディ、シェリア・ブレンディ） - 3シリーズ
- 〈物語〉シリーズ（2009年 - 2024年、阿良々木月火） - 7シリーズ

2010年
- いちばんうしろの大魔王（服部ゆう子 / 星野ゆり）
- 裏切りは僕の名前を知っている（幼い奏多、幼い泠呀、使い魔）
- オオカミさんと七人の仲間たち（グレーテル）
- おとめ妖怪 ざくろ（桜）
- ジュエルペット てぃんくる☆（桜モニカ、アメトリン、トリスティン）
- セキレイ〜Pure Engagement〜（織刃）
- とある科学の超電磁砲（2010年 - 2013年、インデックス、カナミン） - 2シリーズ
- 爆丸バトルブローラーズ ニューヴェストロイア（オベロン）
- 迷い猫オーバーラン!（梅ノ森千世 / ちづる〈第7話のみ〉） - 第5話の手書き文字も担当
- みつどもえ（2010年 - 2011年、伊藤詩織） - 2シリーズ
- 夢色パティシエールSP プロフェッショナル（リンダ・パーカー）

2011年
- C3 -シーキューブ-（サヴェレンティ）
- たまゆら（2011年 - 2013年、岡崎のりえ） - 2シリーズ
- ちび☆デビ!（2011年 - 2014年、沢田ほのか、赤ずきんちゃん）
- 電波女と青春男（星宮社）
- ひめチェン!おとぎちっくアイドル リルぷりっ（カレン）
- フラクタル（エンリ）
- 僕は友達が少ない（2011年 - 2013年、高山マリア） - 2シリーズ
- まよチキ!（近衛スバル）
- 夢喰いメリー（夢魔イチマ）
- ロウきゅーぶ!（2011年 - 2013年、三沢真帆） - 2シリーズ

2012年
- 戦姫絶唱シンフォギア（2012年 - 2019年、小日向未来） - 5シリーズ
- あの夏で待ってる（有沢千春）
- うぽって!!（てい）
- ガールズ&パンツァー（冷泉麻子）
- 恋と選挙とチョコレート（扇橋香奈）
- さんかれあ（降谷萌路）
- SKET DANCE（宇佐見羽仁）
- 超速変形ジャイロゼッター（2012年 - 2013年、稲葉りんね）
- To LOVEる -とらぶる- ダークネス（2012年 - 2015年、黒咲芽亜） - 2シリーズ
- ハヤテのごとく! CAN'T TAKE MY EYES OFF YOU（ツグミ・ルリ）
- 僕の妹は「大阪おかん」（2012年 - 2013年、楓、先生、おばさん、男子生徒A、お天気お姉さん 他）
- めだかボックス（餅原沙小枝）

2013年
- 犬とハサミは使いよう（住谷夕樹、はもの荘女将）
- 神のみぞ知るセカイ 女神篇（九条月夜/ウルカヌス/ルナ）
- 銀河機攻隊 マジェスティックプリンス（イリエ・タマキ）
- 恋旅〜True Tours Nanto（石倉夏子）
- 最強銀河 究極ゼロ 〜バトルスピリッツ〜（2013年 - 2014年、ムゲン）
- ストライク・ザ・ブラッド（2013年 - 2014年、アスタルテ）
- 閃乱カグラ（2013年 - 2018年、雲雀） - 2シリーズ
- DEVIL SURVIVOR2 the ANIMATION（オトメ〈柳谷乙女〉）
- ヤマノススメ（2013年 - 2022年、雪村あおい） - 4シリーズ

2014年
- 桜Trick（園田優）
- それでも世界は美しい（ローサ）
- ノブナガ・ザ・フール（ドーレ）
- ノーゲーム・ノーライフ（クラミー・ツェル）
- 魔弾の王と戦姫（リムアリーシャ）
- マンガ家さんとアシスタントさんと（風羽りんな）
- レディ ジュエルペット（ルーア）
- ふうせんいぬティニー（ラーラ）

2015年
- 終わりのセラフ（三宮三葉） - 2シリーズ
- 艦隊これくしょん -艦これ-（加賀、利根、筑摩、天龍、龍田、長良、五十鈴、名取）
- 幸腹グラフィティ（内木ユキ）
- シドニアの騎士 第九惑星戦役（不動産屋のお姉さん）
- コチンPa!（2015年 - 2018年、シマ） - 3シリーズ
- ジュエルペット マジカルチェンジ（ルーア）
- ダンジョンに出会いを求めるのは間違っているだろうか（2015年 - 2024年、ヒタチ・千草） - 6シリーズ
- VALKYRIE DRIVE -MERMAID-（敷島魅零）
- 落第騎士の英雄譚（西京寧音）

2016年
- Re:ゼロから始める異世界生活（2016年 - 2025年、クルシュ、カペラ〈クルシュ〉） - 5シリーズ / 2020年に第1期新編集版が放送
- 競女!!!!!!!!（七瀬奈美）
- 3月のライオン（桂馬ニャー、角ニャー、ガンコなニャーさん）
- ファンタシースターオンライン2 ジ アニメーション（ティア）
- ふらいんぐうぃっち（椎名杏子）
- 名探偵コナン（2016年 - 2024年、上野雅子、四方遥香）
- レガリア The Three Sacred Stars（ナル・アリサカ）
- Lostorage incited WIXOSS（2016年 - 2018年、森川千夏） - 2シリーズ

2017年
- オトッペ（2017年 - 、ウィンディ、パティシーモフ）
- エロマンガ先生（紗霧の母）
- 天使の3P!（相ヶ江柚葉、霧夢〈イメージ〉）
- アホガール（椎名黒子、正）
- 賭ケグルイ（蕾菜々美）
- かみさまみならい ヒミツのここたま（ポカリン）

2018年
- 宇宙よりも遠い場所（三宅日向）
- つくもがみ貸します（うさぎ）
- ぐらんぶる（2018年 - 2025年、神尾清子） - 2シリーズ
- マーベル フューチャー・アベンジャーズ（クリスタル）
- ゴブリンスレイヤー（2018年 - 2023年、牛飼娘） - 2シリーズ
- でびどる!（シマ）

2019年
- けものフレンズ2（イエイヌ）
- BORUTO-ボルト- NARUTO NEXT GENERATIONS（ササミ）
- 上野さんは不器用（東川）
- Fairy gone フェアリーゴーン（パトリシア・パール） - 2シリーズ
- けだまのゴンじろー（ラムちゃん）
- 本好きの下剋上 司書になるためには手段を選んでいられません（2019年 - 2022年、マイン〈本須麗乃〉） - 3シリーズ
- ファンタシースターオンライン2 エピソード・オラクル（2019年 - 2020年、ティア）

2020年
- フルーツバスケット（2020年 - 2021年、倉前美音） - 2シリーズ
- プリンセスコネクト!Re:Dive（2020年 - 2022年、ネネカ） - 2シリーズ
- 食戟のソーマ 豪ノ皿（ランタービ）
- ドラえもん（テレビ朝日版第2期）（左腕ミニ頭、レポーター）
- ぐらぶるっ!（リリィ）

2021年
- 無職転生 〜異世界行ったら本気だす〜（キシリカ・キシリス） - 2シリーズ
- 転生したらスライムだった件（ヴェルザード）

2022年
- デリシャスパーティ♡プリキュア（2022年 - 2023年、華満らん / キュアヤムヤム）
- ちいかわ（2022年 - 2024年、モモンガ）
- 令和のデ・ジ・キャラット（うさだあかり）

2023年
- 犬になったら好きな人に拾われた。（白衣の女子 / 咲比良イナリ）
- 「艦これ」いつかあの海で（利根）
- 異世界でチート能力を手にした俺は、現実世界をも無双する〜レベルアップは人生を変えた〜（アカツキ）

2024年
- 僕の心のヤバイやつ（安堂カンナ）
- Lv2からチートだった元勇者候補のまったり異世界ライフ（サベア）
- 終末トレインどこへいく?（マコト）
- 声優ラジオのウラオモテ（星空見上）
- 神は遊戯に飢えている。（ミィプ）
- エルフさんは痩せられない。（佐手呂）
- 魔王様、リトライ!R（トロン）

2025年
- Sランクモンスターの《ベヒーモス》だけど、猫と間違われてエルフ娘の騎士として暮らしてます（ベルゼビュート）
- 忍者と殺し屋のふたりぐらし（佐藤葵）
- ガチアクタ（チワの母）
- 無職の英雄 〜別にスキルなんか要らなかったんだが〜（ミラ）

### 劇場アニメ
2000年代
- 劇場版 空の境界 第四章「伽藍の洞」（2008年、看護婦A）
- 劇場版 空の境界 第六章「忘却録音」（2008年、瀬尾静音）

2010年代
- こわれかけのオルゴール（2010年、イチマル）
- 劇場版 とある魔術の禁書目録 -エンデュミオンの奇蹟-（2013年、インデックス）
- 劇場版 空の境界 未来福音 / 劇場版 空の境界 未来福音 extra chorus（2013年、瀬尾静音）
- 燃える仏像人間（2013年、紅子）
- ガールズ&パンツァー 劇場版（2015年、冷泉麻子）
- 劇場版マジェスティックプリンス 覚醒の遺伝子（2016年、イリエ・タマキ）
- 劇場版 艦これ（2016年、加賀、利根、筑摩、天龍、龍田）
- ノーゲーム・ノーライフ ゼロ（2017年、ノンナ・ツェル）
- 劇場版 ダンジョンに出会いを求めるのは間違っているだろうか -オリオンの矢-（2019年、ヒタチ・千草）

2020年代
- モンスターストライク THE MOVIE ルシファー 絶望の夜明け（2020年、メタトロン）
- シドニアの騎士 あいつむぐほし（2021年、不動産屋のお姉さん）
- 劇場版オトッペ パパ ・ドント・クライ（2021年、ウィンディ）
- 映画 デリシャスパーティ♡プリキュア 夢みる♡お子さまランチ! / わたしだけのお子さまランチ（2022年、華満らん / キュアヤムヤム）

### OVA
2005年
- きぐるみさん いっぽめ〜おともだち、どこにいるのかなあ?〜（どくろさん）

2006年
- げんしけん（友人B）

2007年
- こはるびより（萩原歩美）
- ゆめだまや奇談（なほ）

2008年
- 快盗天使ツインエンジェル（クラスメイトB）
- 舞-乙HiME 0〜S.ifr〜（M-9）
- よつのは（るー）

2008年
- 東方二次創作同人アニメ 夢想夏郷〜A Summer Day's Dream〜（因幡てゐ）

2009年
- 苺ましまろ encore（子供たち）
- きグルみっく☆V3 -ベストエピソードコレクション-（真月むつみ）
- 灼眼のシャナたん りべんじ（いんでっくすたん）
- ときめきメモリアル4 ORIGINAL ANIMATION -始まりのファインダー-（柳冨美子）

2010年
- 怪物王女（2010年 - 2011年、フランドル、フラテリス、フランダース、フランシスカ、クロブラック） - コミックス第13・14・16巻限定版
- たまゆら（岡崎のりえ）

2011年
- ベイビー・プリンセス 3Dぱらだいす0（ラブ）（小雨）
- 僕は友達が少ない（2011年 - 2012年、高山マリア） - 小説7巻特装版、『あどおんでぃすく』
- 迷elleオトコノ娘（鳴子つくし）

2012年
- アラタなるセカイ（星ヶ丘）
- Aチャンネル+smile（ケイ子）
- C3 -シーキューブ- （サヴェレンティ） - Blu-ray/DVD第5巻に収録
- To LOVEる -とらぶる- ダークネス（2012年 - 2016年、黒咲芽亜） - コミックス第6・9・17巻限定版
- 乃木坂春香の秘密 ふぃな〜れ♪（宗像理緒）
- 名探偵コナン BONUS FILE ファンタジスタの花（沢村菜穂美）

2013年
- SKET DANCE（宇佐見羽仁） - コミックス第29巻DVD同梱版
- パパのいうことを聞きなさい!（北原栞） - 小説13巻OVA付予約限定版
- ヤマノススメ（2013年 - 2015年、雪村あおい） - 2シリーズ
- ロウきゅーぶ!（三沢真帆） - PSPソフト『ロウきゅーぶ! ひみつのおとしもの』限定版

2014年
- ガールズ&パンツァー これが本当のアンツィオ戦です!（冷泉麻子）
- チェインクロニクル 〜ショートアニメ〜（オルカ、コネリ）

2015年
- ストライク・ザ・ブラッド（2015年 - 2022年、アスタルテ） - 5シリーズ + スペシャルOVA
- 閃乱カグラ ESTIVAL VERSUS -水着だらけの前夜祭-（雲雀）
- たまゆら〜卒業写真〜（2015年 - 2016年、岡崎のりえ）

2017年
- 東方二次創作同人アニメ 秘封活動記録 -祝-（洩矢諏訪子）
- ヤマノススメ おもいでプレゼント（雪村あおい）
- ガールズ&パンツァー 最終章（2017年 - 2023年、冷泉麻子、ピーチ）
- Lostorage conflated WIXOSS -missing link-（森川千夏）

2019年
- エロマンガ先生（紗霧の母）

2020年
- ゴブリンスレイヤー -GOBLIN'S CROWN-（牛飼娘）
- 本好きの下剋上 司書になるためには手段を選んでいられません 外伝（マイン）

### Webアニメ
2010年代
- 化物語（2009年 - 2010年、阿良々木月火）
- 東京ハニー（2010年、ちびUFO）
- 弱酸性ミリオンアーサー（2015年 - 2018年、エル / エル大納言、チアリー、エニード、カンタンテ） - 6シリーズ
- アイドロップス（2016年、クロルフェニラミンマレイン酸塩）
- 暦物語（2016年、阿良々木月火）
- 食べちゃったっていいのにな!（2018年、ふくはる香〈いちご〉、ふくあや香〈いちご〉）
- モンスターストライク（2018年、メタトロン）
- ファイトリーグ ギア・ガジェット・ジェネレーターズ（2019年、スニップ）
- しおひガールズ ボンゴレビアンコ（2019年 - 2020年）

2020年代
- ゲンガーになっちゃった!?（2021年、ショーコ）
- 月曜日のたわわ2（2021年、妹ちゃん）
- ガンダムブレイカー バトローグ（2021年、サツキノ・ミサ）
- ブルーアーカイブ「beautiful day dreamer」（2022年、由良木モモカ）
- 〈物語〉シリーズ オフ&モンスターシーズン（2024年、阿良々木月火）

### ゲーム
2004年
- でじこミュニケーション2 打倒!ブラックゲマゲマ団（うさだあかり）

2005年
- CROSS WORLD 見知らぬ空のエターティア（姫乃樹月歌）
- 月は切り裂く 〜探偵 相楽恭一郎〜（水口季梨）

2006年
- あそびにいくヨ! 〜ちきゅうぴんちのこんやくせんげん〜（メルウィン）
- Gift -prism-（秋原未遊）
- GALAXY ANGEL II 絶対領域の扉（ケルシー）

2007年
- GALAXY ANGEL II 無限回廊の鍵（ケルシー）
- 月面兎兵器ミーナ -ふたつのPROJECT M-（月影香具耶）

2008年
- ゼロの使い魔 迷子の終止符と幾千の交響曲（イルククゥ）
- 乃木坂春香の秘密 こすぷれ、はじめました♥（小樽利緒）

2009年
- 朧村正（小夜）
- 仮面のメイドガイ ボヨヨンバトルロワイアル（富士原なえか）
- GALAXY ANGEL II 永劫回帰の刻（ケルシー）
- クイーンズブレイド スパイラルカオス（双角鬼ケラット）
- コンチェルトゲート フォルテ
- 電撃学園RPG Cross of Venus（インデックス）
- ときめきメモリアル4（柳冨美子）

2010年
- トトリのアトリエ 〜アーランドの錬金術士2〜（ミミ・ウリエ・フォン・シュヴァルツラング）
- 乃木坂春香の秘密 同人誌はじめました♥（小樽利緒）
- HOSPITAL. 6人の医師（クレア・ブラント）

2011年
- ヴァイスシュヴァルツ ポータブル（インデックス）
- クイーンズゲイト スパイラルカオス（双角鬼）
- 閃乱カグラ -少女達の真影-（雲雀）
- たんていぶ THE DETECTIVE CLUBシリーズ（鈴本トラ）
- とある魔術の禁書目録（インデックス）
- メルルのアトリエ 〜アーランドの錬金術士3〜（ミミ・ウリエ・フォン・シュヴァルツラング）
- 嫁コレ（三沢真帆、岡崎のりえ、インデックス、冷泉麻子、近衛スバル、雪村あおい）
- ロウきゅーぶ!（三沢真帆）

2012年
- Angelic Crest アグニヤ王国物語（ロッテ、レオ）
- 拡散性ミリオンアーサー（エル）
- 恋と選挙とチョコレート PORTABLE（扇橋香奈）
- ココロコネクト ヨチランダム（大沢美咲）
- スタプラ!（海鴎琴寝）
- 閃乱カグラ Burst -紅蓮の少女達-（雲雀）
- トトリのアトリエPlus 〜アーランドの錬金術士2〜（ミミ・ウリエ・フォン・シュヴァルツラング）
- 化物語 ポータブル（阿良々木月火）
- ファンタシースターオンライン2（ティア、レベッカ）
- FAIRY TAIL ゼレフ覚醒（シェリー・ブレンディ）
- 武装神姫 BATTLE MASTERS Mk.2（リルビエート）※ダウンロードコンテンツで登場。
- 僕は友達が少ない ぽーたぶる（高山マリア）
- 舞華蒼魔鏡（チルノ）
- マジてん 〜マジで天使を作ってみた〜（正統派タイプ）
- 魔導学院エスペランサ

2013年
- アラビアンズ・ダウト〜The engagement on desert〜（メイズ＝ブランドン）
- 学☆王 -THE ROYAL SEVEN STARS- +METEOR（宙乃）
- 艦隊これくしょん -艦これ-（2013年 - 2016年、加賀、利根、筑摩、天龍、龍田、長良、五十鈴、名取） - 3作品
- 閃乱カグラ SHINOVI VERSUS -少女達の証明-（雲雀）
- 超速変形ジャイロゼッター アルバロスの翼（稲葉りんね、稲葉りんね博士）
- とある魔術と科学の群奏活劇（インデックス）
- 箱庭のフォルクローレ（赤ずきんちゃん）
- ファンタジーアース ゼロ
- フェアリーフェンサー エフ（ロロ）
- マジカルバトルフェスタ（IkS-OAイクス＝ピアリ）
- メルルのアトリエ Plus 〜アーランドの錬金術士3〜（ミミ・ウリエ・フォン・シュヴァルツラング）
- 桃色大戦ぱいろん+（チェルティ、ウル）
- ロウきゅーぶ! ひみつのおとしもの（三沢真帆）

2014年
- アンジュ・ヴィエルジュ 〜第2風紀委員 ガールズバトル〜（カトリーヌ・オベール、ネーブル）
- Wake Up, Girls! ステージの天使（野々村亜衣）
- 82Hブロッサム（興津まなみ）
- ガールズ&パンツァー 戦車道、極めます!（冷泉麻子）
- 乖離性ミリオンアーサー（アルティメットチアリー、支援型エニード、第二型タークィン）
- 禁忌のマグナ（シュガー）
- グランブルーファンタジー（2014年 - 2023年、リリィ）
- コアマスターズ（ヤランズ）
- 新・世界樹の迷宮2 ファフニールの騎士（クロエ）
- 神撃のバハムート（エルザ、リリィ、カノープス、アマテラス）
- 閃乱カグラ2 -真紅-（雲雀）
- 聖戦ケルベロス（ライサ）
- チェインクロニクル（2014年 - 2022年、“三叉槍の戦姫”オルカ、コネリ、エフィメラ、チャプリン、パンプキング、ムニール、イブリー、インデックス、ブラーナ、トレランシア、ヘリシティー、パルヴィ、タルヴィ、ヴェイジ）
- チェインクロニクルV（幼き老婆ユカチ）
- デカ盛り 閃乱カグラ（雲雀）
- 電撃文庫 FIGHTING CLIMAX（三沢真帆）
- To LOVEる-とらぶる- ダークネス -Idol Revolution-（黒咲芽亜）
- To LOVEる -とらぶる- ダークネス バトルエクスタシー（黒咲芽亜）
- NAtURAL DOCtRINE（ゴモリー）
- ロウきゅーぶ! ないしょのシャッターチャンス（三沢真帆）
- LORD of VERMILION III Ark-cell（インデックス）

2015年
- インフィニット・ドライブ（シンシア）
- ECHO OF SOUL（ソーサレス）
- エルソード（ルー）
- 終わりのセラフ 運命の始まり（三宮三葉）
- 終わりのセラフ BLOODY BLADES（三宮三葉）
- ガールズ&パンツァー 戦車道大作戦!（冷泉麻子）
- ガールフレンド（♪）（反町牡丹）
- ガールフレンド（仮）（反町牡丹）
- グラナド・エスパダ（ロレイン & ドローレス）
- CroixleurΣ（ルクレチア・ヴィスコンティ）
- ザクセスヘブン（アプリ、星峰りら）
- ジョジョの奇妙な冒険 アイズオブヘブン（東方つるぎ）
- 白猫プロジェクト（ガブリー・ハングリー）
- 戦国姫譚MURAMASA-雅-（茶太郎）
- 閃乱カグラ ESTIVAL VERSUS -少女達の選択-（雲雀）
- ソフィーのアトリエ 〜不思議な本の錬金術士〜（プラフタ）
- チェインクロニクル 〜絆の新大陸〜（ミミ・ウリエ・フォン・シュヴァルツラング）
- デビルサバイバー2 ブレイクレコード（オトメ / 柳谷乙女）
- 電撃文庫 FIGHTING CLIMAX IGNITION（三沢真帆）
- トラウマスター（ロンマイ）
- To LOVEる -とらぶる- ダークネス トゥループリンセス（黒咲芽亜）
- フェアリーフェンサー エフ ADVENT DARK FORCE（ロロ）
- ブレイブソード×ブレイズソウル（2015年 - 2016年、カンタレラ、紅因幡、魔剣レオ）
- ポップアップストーリー 魔法の本と聖樹の学園（スズナ・イスルギ）
- ラングリッサー リインカーネーション -転生-（ロザリア・オルシーニ）

2016年
- ガール・カフェ・ガン（ノーラ・ムーン）
- ガンダムブレイカー3（ミサ）
- Shadowverse（2016年 - 2022年、クリスタリア・リリィ、ブリッツランサー、双翼の警護者、エルザ、アマテラス、モモンガ 他）
- 星界神話 -ASTRAL TALE-（小春）
- トラウマスター∞（ロンマイ）
- ドラマチックRPG 神つり（エンマ）
- フィリスのアトリエ 〜不思議な旅の錬金術士〜（プラフタ）
- プリンセスコネクト!（変貌大妃〈メタモルレグナント〉 / ネネカ / 現士実似々花）
- レコラヴ Blue Ocean / Gold Beach（真奈）

2017年
- ららマジ（神田茜）
- 閃乱カグラ PEACH BEACH SPLASH（雲雀）
- To LOVEる -とらぶる- ダークネス グラビアチャンス（黒咲芽亜）
- 無双☆スターズ（プラフタ）
- Re:ゼロから始める異世界生活 -DEATH OR KISS-（クルシュ・カルステン）
- クラッシュ・オブ・パンツァー（ミヒャエラ・ヴィットマン）
- ダンジョンに出会いを求めるのは間違っているだろうか 〜メモリア・フレーゼ〜（2017年 - 2020年、ヒタチ・千草、牛飼娘）
- 戦姫絶唱シンフォギアXD UNLIMITED（小日向未来）
- マギアレコード 魔法少女まどか☆マギカ外伝（呉キリカ）
- 魔法禁书目录（インデックス） - 中国製スマホゲーム
- シノビマスター 閃乱カグラ NEW LINK（雲雀、黒咲芽亜）
- きららファンタジア（2017年 - 2022年、シュガー、園田優）
- リディー&スールのアトリエ 〜不思議な絵画の錬金術士〜（プラフタ）

2018年
- スーパーロボット大戦X-Ω（インデックス）
- 電脳戦機バーチャロン×とある魔術の禁書目録 とある魔術の電脳戦機（インデックス）
- プリンセスコネクト！Re:Dive（2018年 - 2024年、ネネカ /  現士実似々花）
- ガールズ&パンツァー ドリームタンクマッチ（冷泉麻子）
- 閃乱カグラ Burst Re:Newal（雲雀）
- 暁のエピカ -Union Brave-（小春）
- ドールズオーダー（モードレッド）
- OVERHIT（コレット）
- レイヤードストーリーズ ゼロ（アクア）
- 京刀のナユタ（卯月ノエル）
- アズールレーン（2018年 - 2022年、江風、加賀〈2代目〉）
- Wonderland Wars（多々良）
- 〈物語〉シリーズ ぷくぷく（阿良々木月火）
- ドラガリアロスト（リリィ）
- 交響性ミリオンアーサー（エニード）
- ロックマン11 運命の歯車!!（ロール）
- CRYSTAR -クライスタ-（不動寺小衣）
- ゲシュタルト・オーディン（狗神フウコ）
- かんぱに☆ガールズ（クルシュ・カルステン）

2019年
- アトリエオンライン 〜ブレセイルの錬金術士〜（ミミ）
- 47 HEROINES（青葉ニコ）
- ルルアのアトリエ 〜アーランドの錬金術士4〜（ミミ・ウリエ・フォン・シュヴァルツラング）
- 放置少女〜百花繚乱の萌姫たち〜（2019年 - 2021年、柴田勝家、小松姫、本多忠勝、エル）
- 雀魂（三上千織、相原舞）
- とある魔術の禁書目録 幻想収束（インデックス）
- クイズRPG 魔法使いと黒猫のウィズ（インデックス）
- クラッシュフィーバー（インデックス）
- ガール・カフェ・ガン（ノーラ・ムーン）
- アークオーダー（ヘズ、ウィドフォード）
- 社長、バトルの時間です!（インデックス）
- WAR OF THE VISIONS ファイナルファンタジー ブレイブエクスヴィアス 幻影戦争（グラセラ・ウェズエット）
- ファイアーエムブレム ヒーローズ（2019年 - 2023年、スカビオサ、パティ）

2020年
- アークナイツ （サリア、ハイビスカス）
- 東方キャノンボール（伊吹萃香）
- 魂器学院（イカロウィ）
- ポケモンマスターズ / EX（2020年 - 2023年、ミカン）
- Fate/Grand Order（2020年 - 2021年、ボイジャー）
- 共闘ことばRPG コトダマン（2020年 - 2023年、クルシュ・カルステン、阿良々木月火）
- アナザーエデン 時空を超える猫（ユキノ）
- FAIRY TAIL（シェリア・ブレンディ）
- Re:ゼロから始める異世界生活 Lost in Memories（クルシュ・カルステン）
- ファイナルギア -重装戦姫-（イブリン）
- 女神降ろし（オオヤマツミ）

2021年
- Re:ゼロから始める異世界生活 偽りの王選候補（クルシュ・カルステン）
- ブルーアーカイブ -Blue Archive-（2021年 - 2023年、由良木モモカ）
- ドラゴンクエストライバルズ（イル&ルカ）
- ファントム オブ キル（⼩⽇向未来）
- ブラック・サージナイト（山城）
- ルーンファクトリー5（ルーシー）
- ガールズコントラクト（ヴィッラ）
- Re:ゼロから始める異世界生活 禁書と謎の精霊（クルシュ）
- 終末のアーカーシャ（シェヘラザード）
- ぷよぷよ!!クエスト（クルシュ・カルステン）
- シドニアの騎士 掌位ノ絆（不動産屋のお姉さん）
- モンスターストライク（2021年 - 2024年、クルシュ、三途）
- スーパーロボット大戦30（2021年 - 2022年、イリエ・タマキ）
- アサルトリリィ Last Bullet（小日向未来）

2022年
- 阿卡夏計劃（朱莉）
- ソフィーのアトリエ2 〜不思議な夢の錬金術士〜（プラフタ）
- プリコネ！グランドマスターズ（ネネカ）
- 御城プロジェクト:RE〜CASTLE DEFENSE〜（ドゥアト）
- プリキュアかずあそび（キュアヤムヤム）
- フェアリーフェンサー エフ Refrain Chord（ロロ）
- Echocalypse -緋紅の神約-（カミラ、ヘレナ）
- 勝利の女神:NIKKE（リター）
- ハーヴェステラ（ジュノー、エアリル、イリス、シリィ）
- シロナガス島への帰還（出雲崎ねね子）

2023年
- ドールズフロントライン（TF-Q、QBZ-191）
- ダンジョンに出会いを求めるのは間違っているだろうか バトル・クロニクル（ヒタチ・千草）
- レスレリアーナのアトリエ 〜忘れられた錬金術と極夜の解放者〜（2023年 - 2024年、ミミ、プラフタ）
- ツリーオブセイヴァーM
- ヤマノススメ Next Summit 〜あの山に、もう一度〜（雪村あおい）

2024年
- 白夜極光（シンゲイ）
- リバース:1999（37）
- ゼンレスゾーンゼロ（クレタ）
- ガンダムブレイカー4（ミサ）

2025年
- 魔法少女まどか☆マギカ Magia Exedra（呉キリカ）
- フェスバ+（三途）
- 魔法少女ノ魔女裁判（城ケ崎ノア）

### 吹き替え
- モンチッチ（2021年、ハナエ[302]）
- 攻略うぉんてっど!〜異世界救います!?〜（2023年、ユガー[303][304]）

### ラジオ
※はインターネット配信。
2000年代
- にょにょらじ（2003年 - 2004年、ラジオ大阪・文化放送・東海ラジオ）
- でじこのうっかりパニック!（2004年、ラジオ大阪・文化放送・東海ラジオ）
- 阿澄佳奈と井口裕香と徳永愛のクロスワールドレイディオ（2005年、音泉※）
- 真田アサミのコミックデ・ジ・キャラット（2005年、ブロッコリー※）
- 井口裕香のG GIRL FRIENDS!（2006年、文化放送「白石涼子の聞かなきゃ☆そん♪Song!」内でのミニ番組）
- 井口裕香 今日からコナミっ子（ 2006年、文化放送「白石涼子の聞かなきゃ☆そん♪Song!」内でのミニ番組）
- 春香とやよいの弥生式らじお（2007年 - 2008年、ランティスウェブラジオ※・BEAT☆Net Radio!※・nifty※）
- True tears こちらチューリップ放送局（2008年、BEAT☆Net Radio!※）
- 仮面のメイドガイ・強制ご奉仕ラジオ（2008年、アニメイトTV※）
- 井口裕香の超ラジ!Girls（2008年 - 2010年、超!A&G+※）
- はみだせ!メガミマガジンRadio!!（2008年 - 2012年、ラジオ関西・超!A&G+※）
- とある“ラジオ”の禁書目録（2008年 - 2009年、アニメ公式サイト※）
- A&Gメディアステーション こむちゃっとカウントダウン（2009年 - 2019年、文化放送・超!A&G+※）アシスタントパーソナリティ
- にゃんこい!ラジオ〜常高陸上部〜（2009年 - 2010年、HiBiKi Radio Station※）

2010年代前半
- 迷い猫 聴いてごラン!（2010年、アニメイトTV※・HiBiKi Radio Station※・音泉※）
- たまゆらじお（2010年、アニメ公式サイト※）
- とある“ラジオ”の禁書目録II（2010年 - 2011年、HiBiKi Radio Station※）
- 井口裕香のむ〜〜〜ん ⊂（　＾ω＾）⊃（2010年 - 2025年、超!A&G+※）
- たまゆらじお〜hitotose〜（2011年 - 2012年、アニメ公式サイト※）
- まよラジ! 〜迷えるラジオと動画な僕と〜（2011年、アニメイトTV※）
- さんかれあラジオはじめました（2012年、アニメ公式サイト※）
- ラジオTo LOVEる -とらぶる- ダークネス 〜えっちぃのはキライですが素敵です♥〜（2012年 - 2013年、ラジオ大阪・音泉※・アニメイトTV※）
- ガールズ&パンツァー〜ラジオ道〜（2012年、超!A&G+※・ランティスウェブラジオ※）
- 劇場版 とあるラジオの禁書目録（2012年 - 2013年、HiBiKi Radio Station※）
- たまゆらじお〜もあぐれっしぶ〜（2013年、超!A&G+※）
- 井口裕香・（いつか出会う）のチェンクロラジオ（2014年、文化放送・ラジオ大阪・超!A&G+※）
- 井口裕香・花澤香菜のチェンクロラジオ（2014年、文化放送・ラジオ大阪・超!A&G+※）
- ヤマノススメ ラジオノススメ（2014年、2018年、ラジオ大阪・超!A&G+※・HiBiKi Radio Station※）
- ティグルとリムの魔弾ラジオ（2014年 - 2015年、HiBiKi Radio Station※）

2010年代後半
- ラジオ To LOVEる-とらぶる- ダークネス2nd 〜えっちぃのはキライですがやっぱり素敵です♥〜（2015年、HiBiKi Radio Station※）
- 戦姫絶笑シンフォギアRADIO（2015年、2017年 - 、HiBiKi Radio Station※）
- miHoYo Presents 井口裕香の崩壊学園放送部（2015年 - 2016年、文化放送）
- ヴァルキリードライヴ 〜ラジオマーメイド〜（2015年、HiBiKi Radio Station※）
- 鷲崎健のヨルナイト×ヨルナイト（2016年、2017年、2020年、超!A&G+※）月曜マンスリーアシスタント
- 井口裕香のトーキングすむすむ (2016年 - 2019年、文化放送)
- ラジオレコラヴ!〜ドキドキアップロード♪〜（2016年 - 2017年、音泉※）
- ノーラジオ・ノーライフ ゲーマー兄弟がラジオをするそうです。（2017年、HiBiKi Radio Station※）
- とあるラジオの禁書目録III（2018年 - 2019年、音泉※・アニメBlu-ray&DVD封入特典CD）
- RADIO UnoZero（2019年 - 2021年、文化放送・Periscope※）

2020年代前半
- 井口裕香のむ〜〜〜ん し〜ずん2（2025年 - 、ニコニコ生放送※）

### ラジオドラマ
- Splash Candy's Trico Station（オーディオドラマ「幸せデリバリーTrico 〜Splash Candy編〜」内に出演）
- 青春アドベンチャー「リニューアル」（2024年8月26日 - 30日、NHK-FM） - ヒロイン・花子 役[311]

### デジタルコミック
- あやかし恋絵巻（紫乃）※VOMIC
- 勝利の女神だって野球したい!（風間藍香[312]）※ENSOKU
- 超速変形ジャイロゼッター（稲葉りんね）※VOMIC
- となりの柏木さん（2013年、福田清花）※Manga 2.5

### CM
- 人生ゲーム（顔出し出演）
- ブリヂストン「環境：転がり抵抗」篇（ECOPIA）
- 東条湖おもちゃ王国（ナレーション）
- 小林製薬「サラサーティ SoLaLa♪」（ララちゃん）
- 電撃大王（イチコちゃん）
- SEGA『チェインクロニクル』〜絆の新大陸〜（顔出し出演、共演：花澤香菜・緑川光）
- パチンコスロットアイランド（シマ）
- コミック アース・スター創刊10周年記念CM（ナレーション）
- パリピ孔明（第1巻発売TVCM、ナレーション）
- ヤマノススメ コミックス22巻CM（ナレーション）
- TOブックス 『本好きの下剋上』2024年1月放送原作CM（マイン）
- はごろもフーズ 『シャキッとコーン』（ナレーション・ラップ、共演：山下誠一郎）
- 楽天カード 『Uber Eatsパートナーシップキャンペーン』（ナレーション、共演：石谷春貴）

### ドラマCD
- アイドルマスター XENOGLOSSIAオリジナルドラマvol.1-3（天海春香）
- アクエリアンエイジ10thアニバーサリードラマCD2 〜我が種族の繁栄の為なら、ひと肌脱ごう。〜（アズーリ）
- あそびにいくヨ!（メルウィン）
- ASH -ARCHAIC SEALED HEAT-（シェリル）
- エミル・クロニクル・オンライン ドラマCD Vol.1・2（桃）
- おとめ妖怪 ざくろシリーズ（桜）
  - おとめ妖怪 ざくろ ドラマCD 活劇音盤 〜さき、共々と〜
  - おとめ妖怪 ざくろ ※コミックス第8巻ドラマCD付き限定版[313]
- お前のご奉仕はその程度か?（龍波ササラ）
- 乖離性ミリオンアーサー ドラマCD（制圧型エニード[314]）
- 仮面のメイドガイ ご奉仕1、ご奉仕2（富士原なえか）
- ガールズ&パンツァードラマCD1、2（冷泉麻子）
- くすりのマジョラム ドラマCD（馬放ラム）
- くだみみの猫（草乃市宮[315]）※コミックス第3巻ドラマCD付きアニメイト限定版
- 月面兎兵器ミーナ キャラクターコレクション(1)（スポルナスタッフ黄色）
- 小悪魔ティーリと救世主!?（リズ[316]）
- こはるびより（萩原歩美）
- こえたま（咲本若葉）
- ゴブリンスレイヤー（牛飼娘）※小説第4・6・7・8・10・12・14巻ドラマCD付き限定特装版、Blu-ray&DVD第2巻初回生産限定版、新作エピソード来場者特典
- さんかれあ（降谷萌路）
- しなこいっ（遠山吹雪）
- シロナガス島への帰還（2022年、出雲崎ねね子[291]）
- シロクロネクロ（岸谷瑠衣）
- しんうちっ!（佃湖月）
- 灼眼のシャナII（Second） アニメージュスペシャルドラマCD 「迷子の迷子のゆうじ君」（男の子）
- 終末録音/the Garden of oblivion（瀬尾静音）※『空の境界 未来福音』DVD&BD初回特典CD
- 閃乱カグラドラマCD 決戦!?忍居爛堂（雲雀）
- セーラー服と重戦車（島田かのん）
- 絶対不発アトミックガール（有栖川よしえ）
- ゼロの使い魔 〜三美姫の輪舞〜 キャラクターCD4 感じるタバサ（イルククゥ）
- たまゆらシリーズ（岡崎のりえ）
  - たまゆらドラマCD たまゆらじおどらまぷらす
  - たまゆらドラマCD たまドラ〜マタアエタネ、なので。〜
- Di Gi Charat 番外編 でじこの野望（サファイア）
- 天正やおよろず（佳与）
- とある魔術の禁書目録シリーズ（インデックス）
  - ドラマCD とある魔術の禁書目録
  - とある魔術の禁書目録 アーカイブス 1 - 4
  - とある魔術の禁書目録II アーカイブス 1
  - とある魔術の禁書目録II -SPECIAL SUMPLER DISC-（TSUTAYA期間限定レンタルCD）
- true tears ドラマCD（安藤愛子）
- ハカセがっ!（椎葉こなつ）
- 佰物語（阿良々木月火）
- ふらいんぐうぃっち（椎名杏子[317]）
- ほしいもパラダイス2 〜万能ネギ男を救出せよ!〜（ドライ・パイナポー）
- ぼく、オタリーマン。（お客様A）
- 僕は友達が少ない（高山マリア）
- 迷い猫オーバーラン! ドラマCD（梅ノ森千世）
- みにふぇあ 真珠のベストマジック（サファイア/ペリドット）
- ラーメン天使プリティメンマ（スパイシーキャロット）
- らいか・デイズ（高橋悠美[318]）
- らぶバト!（星薙フレア）
- ロウきゅーぶ!（三沢真帆）
- 盾の勇者の成り上がり 14.5（フィーロ）[319]
- 色彩トレイン（上沼百合・桐生愛・瀬木奏）※一人三役[320]
- 最強銀河 究極ゼロ 〜バトルスピリッツ〜 ドラマCD（DVD-BOX特典）（ムゲン[321]）
- メガミマガジン応募者全員サービス『VALKYRIE DRIVE -MERMAID-』オリジナルドラマCD（2016年、敷島魅零）
- 本好きの下剋上〜司書になるためには手段を選んでいられません〜ドラマCD3 - 9（2019年 - 2023年、ローゼマイン[322][323][324][325][326][327][328]） - 7作品

### ラジオCD
- アイドルマスター XENOGLOSSIA 春香とやよいの弥生式らじお特別編 〜友情だもん〜
- にょにょらじCD
- DJCD 仮面のメイドガイ-強制ご奉仕ラジオ-
- DJCD 空の境界 the Garden of wanderers Final
- True tears 帰ってきた!こちらチューリップ放送局
- はみだせ!メガミマガジン!!presents 萌えるショートドラマ
- DJCD はみだせ!メガミマガジン Radio!! Vol.1、Vol.2
- 迷い猫オーバーラン!DJCD 『迷い猫聴いてごラン!スペシャル』
- 僕は友達が少ない on AIR RADIO Vol.4（特別版ゲスト）
- 劇場版 とあるラジオの禁書目録 Vol.1、Vol.2
- ラジオTo LOVEる -とらぶる- ダークネス 〜えっちぃのはキライですがCDは素敵です〜 Vol.1、Vol.2
- ヤマノススメラジオノススメ ラジオCDノススメ

### DVD
- 井口裕香のむ〜〜〜ん ⊂（　＾ω＾）⊃ DVD いち
- 井口裕香のむ〜〜〜ん ⊂（　＾ω＾）⊃ DVD に
- 井口裕香のむ〜〜〜ん ⊂（　＾ω＾）⊃ DVD いん にゅーかれどにあ
- 井口裕香のむ〜〜〜ん ⊂（　＾ω＾）⊃ DVD さん
- 井口裕香のむ〜〜〜ん ⊂（　＾ω＾）⊃ DVD よん
- 井口裕香のむ〜〜〜ん ⊂（　＾ω＾）⊃ DVD ご
- 井口裕香のむ〜〜〜ん ⊂（　＾ω＾）⊃ DVD ろく
- 井口裕香のむ〜〜〜ん ⊂（　＾ω＾）⊃ DVD なな
- 井口裕香のむ〜〜〜ん ⊂（　＾ω＾）⊃ DVD はち
- 井口裕香のむ〜〜〜ん ⊂（　＾ω＾）⊃ DVD きゅう
- 井口裕香のむ〜〜〜ん ⊂（　＾ω＾）⊃ DVD じゅう
- 井口裕香のむ〜〜〜ん ⊂（　＾ω＾）⊃ DVD じゅういち
- 井口裕香のむ〜〜〜ん ⊂（　＾ω＾）⊃ DVD じゅうに
- 井口裕香のむ〜〜〜ん ⊂（　＾ω＾）⊃ DVD じゅうさん
- 井口裕香のむ〜〜〜ん ⊂（　＾ω＾）⊃ DVD じゅうよん
- 井口裕香のむ〜〜〜ん ⊂（　＾ω＾）⊃ DVD じゅうご
- 井口裕香のむ〜〜〜ん ⊂（　＾ω＾）⊃ DVD じゅうろく
- 井口裕香のむ〜〜〜ん ⊂（　＾ω＾）⊃ DVD じゅうなな
- 井口裕香のむ〜〜〜ん ⊂（　＾ω＾）⊃ DVD じゅうはち
- 大喜利実力判定考査2010（アシスタントMC）

### ナレーション
- 奇跡体験!アンビリバボー（再現ドラマ内吹き替え）
- 人生が変わる1分間の深イイ話
- CD付 大学入試 世界一わかりやすい 英作文の特別講座
- 侍の名のもとに〜野球日本代表 侍ジャパンの800日
- 2021春WBC 侍ジャパン新時代へ。
- 動物界の意外なお友達 4 特別版
- 特別番組　力走奥武蔵　第１回奥武蔵ロングトレイルレース
- 映画　君がトクベツ 予告ムービー
- パラ道 PARADO

### テレビ番組
※はインターネット配信。
- ノゲ杯☆最強ゲーマー決定戦（2014年、AT-X）
- アニ☆ステ（2018年11月、日本テレビ）
- 日笠井口の女声ごはん！（2021年5月12日 - 、AbemaTV※）[329]
- ゾクッとする怪感話（2021年、テレビ東京）[330][331]
- 天才てれびくん（2023年 - 、NHK Eテレ） - ソヨ（声）[332]
- R指定アニメ！（2023年、AT-X）[333]

### テレビドラマ
- ウレロ☆未完成少女（2012年、テレビ東京） - ユカ 役

### パチンコ・パチスロ
- 女番長（日高こかげ）
- CR くるくるぱちんこ新EX麻雀2（ファンファン）
- CR銀河乙女（レベッカ・ワーグナー）
- パチンコCR閃乱カグラ（雲雀）
- パチスロ デビルサバイバー2 最後の7日間（オトメ〈柳谷乙女〉）
- CRフィーバー戦記絶唱シンフォギア(小日向未来)
- Re:ゼロから始める異世界生活（クルシュ・カルステン）
- Pとある魔術の禁書目録(インデックス)

### 舞台
- B×b 『FRONT LINE mission 3 : Alien』(三枝悠[334])
- マスクプレイミュージカル『デリシャスパーティ♡プリキュア ドリームステージ』（2022年、華満らん / キュアヤムヤム、声の出演[335]）
- 朗読劇「ハニーレモンソーダ」（2022年9月8日、石森羽花[336]）
- 朗読劇「本好きの下剋上朗読イベント2024」（2024年1月28日、ローゼマイン[337])
- 朗読劇「モノクロの空に虹を架けよう」（2025年3月1日～3月2日、彩[338]）

### その他コンテンツ
- ゲーマーズ・ガーディアン・フェアリーズ（サファイア、ペリドット）
- とあるTSUTAYAで禁書目録[TSUTAYA WAVE C3 内ミニドラマ]（インデックス）
- ヤマノススメコラボイベント
  - 西武鉄道 車内放送・構内放送（2014年 - 2017年）[一覧 31]
  - 西武ドーム 始球式・場内アナウンス（2014年7月12日[341]、2017年8月27日[342]）
  - 富士急行 ヤマノススメ号 車内アナウンス（2014年8月8日 - 12月28日）
  - 国際興業バス ヤマノススメラッピングバス 車内放送（2014年10月4日 - 2023年2月12日）[343]
  - アプリ『舞台めぐり』（2015年 - 2016年、雪村あおい[339][340]）
- PRIUS! IMPOSSIBLE GIRLS（05 トライアングルシルエット[344]）
- オーディオドラマ『グランブルーファンタジー OTOCA「氷晶宮でミックスパイを」』（2017年、リリィ）
- オーディオブック『本好きの下剋上 司書になるためには手段を選んでいられません』（2019年 - 、ナレーター）
- オーディオブック『傾物語』（2021年、ナレーター）
- それでも歩は寄せてくるPV（2019年、八乙女うるし[345]）
- 新説 狼と香辛料 狼と羊皮紙【電撃文庫朗読してみた】（2021年、朗読[346]）
- 忘却の楽園Ⅰ アルセノン覚醒【電撃文庫朗読してみた】（2021年、朗読[347]）
- インフルエンス・インシデント【電撃文庫朗読してみた】（2021年、朗読[348]）
- とある魔術の禁書目録【電撃文庫朗読してみた】（2021年、朗読[349]）
- 『味方が弱すぎて補助魔法に徹していた宮廷魔法師、追放されて最強を目指す』特別PV（2022年）[350]
- しょにおや!〜いっしょにおやすみプロジェクト〜 りせといっしょに部屋でだらだらしよー（2022年、黒沢りせ[351]）
- シャープ「COCORO VOICE」ホットクック・ヘルシオ用カスタムボイス（2022年、華満らん / キュアヤムヤム[352]）
- AVIOT「TE-D01v-MGK(怪)」完全ワイヤレスイヤホン - スペシャルボイス（2023年、阿良々木月火[353]）
- 『ゲートイン！』PV（2023年、シキオー、四季乃冬音、四季乃秋音、四季乃夏音[354]）
- AVIOT「TE-D01v-GP1（あんこうモデル）」完全ワイヤレスイヤホン - スペシャルボイス（2023年、冷泉麻子[355]）
- ねこぐらし。第壱回おもてなしロワイヤル（2025年、ノルウェー猫[356]）

## ディスコグラフィ

### シングル
|            | 発売日         | タイトル                                         | 規格品番       | 規格品番   | 規格品番   | 規格品番   | オリコン 最高位 |
| 初回限定盤 | 発売日         | タイトル                                         | アーティスト盤 | アニメ盤   | 通常盤     |            | オリコン 最高位 |
| ---------- | -------------- | ------------------------------------------------ | -------------- | ---------- | ---------- | ---------- | --------------- |
| ※          | 2006年3月24日  | 白い地図                                         |                |            |            | BRDA-1073  | -               |
| 1st        | 2013年2月6日   | Shining Star-☆-LOVE Letter                       | 1000372890     |            | 1000379577 | 1000372891 | 11位            |
| 2nd        | 2013年5月15日  | Grow Slowly                                      | 1000393015     |            | 1000393017 | 1000393018 | 10位            |
| 3rd        | 2013年11月27日 | rainbow heart ♡ rainbow dream ☆／ Strike my soul | 1000427830     |            |            | 1000427831 | 25位            |
| 4th        | 2015年4月29日  | Hey World                                        | 1000563678     |            | 1000564509 | 1000563679 | 20位            |
| 5th        | 2015年11月25日 | リトルチャームファング                           | 1000584284     |            |            | 1000584285 | 27位            |
| 6th        | 2016年2月17日  | 変わらない強さ                                   | 1000592201     |            | 1000592202 | 1000592203 | 18位            |
| 7th        | 2016年10月26日 | Lostorage                                        |                | 1000630650 | 1000630651 | 1000630652 | 35位            |
| 8th        | 2017年5月24日  | RE-ILLUSION                                      |                | 1000646109 | 1000646110 | 1000646111 | 19位            |
| 9th        | 2018年5月23日  | UNLOCK                                           |                | 1000717209 | 1000717210 | 1000717211 | 21位            |
| 10th       | 2018年11月21日 | 革命前夜                                         |                | 1000735132 | 1000735133 | 1000735134 | 27位            |
| 11th       | 2019年2月13日  | 終わらない歌                                     |                | 1000739880 | 1000739881 | 1000739882 | 30位            |
| 12th       | 2019年2月13日  | おなじ空の下で                                   |                | 1000739883 |            | 1000739884 | 35位            |
| 13th       | 2019年7月17日  | HELLO to DREAM                                   |                | 1000746061 | 1000746062 | 1000746063 | 24位            |
| 14th       | 2022年8月3日   | 一番星ソノリティ                                 |                |            |            | ZMCZ-15712 | 41位            |
| 15th       | 2022年11月2日  | Prologue                                         |                |            |            | ZMCZ-16031 | -               |

|     | 発売日       | タイトル | 規格品番   |
| --- | ------------ | -------- | ---------- |
| 1st | 2025年2月3日 | Real     | ZMCZ-17631 |

### アルバム
|            | 発売日        | タイトル       | 規格品番    | 規格品番   | 規格品番   | オリコン 最高位 |
| 初回限定盤 | 発売日        | タイトル       | DVD付通常盤 | 通常盤     |            | オリコン 最高位 |
| ---------- | ------------- | -------------- | ----------- | ---------- | ---------- | --------------- |
| 1st        | 2014年7月9日  | Hafa Adai      | 1000497361  | 1000511529 | 1000497362 | 14位            |
| 2nd        | 2016年7月6日  | az you like... | 1000601594  | 1000601596 | 1000601595 | 17位            |
| 3rd        | 2020年8月12日 | clearly        | 1000769388  |            | 1000769389 | 11位            |

|            | 発売日         | タイトル                 | 規格品番    | 規格品番   | 規格品番   | オリコン 最高位 |
| 初回限定盤 | 発売日         | タイトル                 | DVD付通常盤 | 通常盤     |            | オリコン 最高位 |
| ---------- | -------------- | ------------------------ | ----------- | ---------- | ---------- | --------------- |
| 1st        | 2017年11月15日 | Love                     |             | 1000694661 | 1000694662 | 21位            |
| 2nd        | 2023年7月12日  | キミがキミでキミなんだよ |             |            | ZMCZ-16731 | -               |

### 映像作品
|          | 発売日        | タイトル                                       | 規格品番   | 規格品番   | 規格品番   | 規格品番   |
| BD初回版 | 発売日        | タイトル                                       | BD通常版   | DVD初回版  | DVD通常版  |            |
| -------- | ------------- | ---------------------------------------------- | ---------- | ---------- | ---------- | ---------- |
| 1st      | 2015年7月8日  | 井口裕香 「1st LIVE 2015 Hafa Adai」           | 1000572137 | 1000573048 | 1000572138 | 1000573049 |
| 2nd      | 2017年7月12日 | 井口裕香 「2nd LIVE TOUR 2016 az you like...」 | 1000649131 |            | 1000649132 |            |

### タイアップ曲
| 楽曲                       | タイアップ                                                                                                  | 時期   |
| -------------------------- | --- | ------ |
| Shining Star-☆-LOVE Letter | アニメ映画『劇場版 とある魔術の禁書目録 -エンデュミオンの奇蹟-』イメージソング                              | 2013年 |
| Grow Slowly                | テレビアニメ『とある科学の超電磁砲S』前期エンディングテーマ                                                 | 2013年 |
| stand still                | テレビアニメ『とある科学の超電磁砲S』第11話・第14話挿入歌                                                   | 2013年 |
| Strike my soul             | テレビアニメ『ストライク・ザ・ブラッド』前期エンディングテーマ                                              | 2013年 |
| Open Sesame!               | テレビ東京『アニメマシテ』2014年7月度オープニングテーマ                                                     | 2014年 |
| Hey World                  | テレビアニメ『ダンジョンに出会いを求めるのは間違っているだろうか』オープニングテーマ                        | 2015年 |
| リトルチャームファング     | OVA『ストライク・ザ・ブラッド』オープニングテーマ                                                           | 2015年 |
| 変わらない強さ             | テレビアニメ 『ヘヴィーオブジェクト』エンディングテーマ                                                     | 2016年 |
| Lostorage                  | テレビアニメ『Lostorage incited WIXOSS』オープニングテーマ                                                  | 2016年 |
| RE-ILLUSION                | テレビアニメ『ソード・オラトリア ダンジョンに出会いを求めるのは間違っているだろうか外伝』オープニングテーマ | 2017年 |
| JOURNEY                    | ゲーム『ダンジョンに出会いを求めるのは間違っているだろうか 〜メモリア・フレーゼ〜』主題歌                   | 2017年 |
| UNLOCK                     | テレビアニメ『Lostorage conflated WIXOSS』オープニングテーマ                                                | 2018年 |
| 革命前夜                   | テレビアニメ『とある魔術の禁書目録III』エンディングテーマ                                                   | 2018年 |
| 終わらない歌               | テレビアニメ『とある魔術の禁書目録III』エンディングテーマ                                                   | 2019年 |
| おなじ空の下で             | 劇場アニメ『劇場版 ダンジョンに出会いを求めるのは間違っているだろうか -オリオンの矢-』主題歌                | 2019年 |
| Treasure                   | ゲーム『ダンジョンに出会いを求めるのは間違っているだろうか インフィニト・コンバーテ』主題歌                 | 2019年 |
| HELLO to DREAM             | テレビアニメ『ダンジョンに出会いを求めるのは間違っているだろうかII』オープニングテーマ                      | 2019年 |
| たったひとつの             | ゲーム『ダンジョンに出会いを求めるのは間違っているだろうか 〜メモリア・フレーゼ〜』2周年記念主題歌          | 2019年 |
| over and over              | テレビアニメ『ダンジョンに出会いを求めるのは間違っているだろうかIII』オープニングテーマ                     | 2020年 |
| 一番星ソノリティ           | テレビアニメ『異世界おじさん』エンディングテーマ                                                            | 2022年 |
| Prologue                   | テレビアニメ『虫かぶり姫』オープニングテーマ                                                                | 2022年 |
| 解けない魔法               | テレビアニメ『異世界おじさん』第13話挿入歌                                                                  | 2023年 |
| Real                       | パチンコ『Pとある魔術の禁書目録2 LightPREMIUM2000ver.』収録曲                                               | 2025年 |

### 歌手参加楽曲
| 発売日        | 商品名                        | 歌                  | 楽曲                     | 備考                                                             |
| ------------- | ----------------------------- | ------------------- | ------------------------ | ---------------------------------------------------------------- |
| 2015年5月13日 | ハジマレ, THE GATE!!          | 井口裕香 他         | 「ハジマレ, THE GATE!!」 | 『Animelo Summer Live 2015 -THE GATE-』テーマソング              |
| 2021年6月16日 | bouquet                       | toku feat. 井口裕香 | 「Lilium」               |                                                                  |
| 2024年7月24日 | only my railgun from CrosSing | 井口裕香            | 「only my railgun」      | fripSideのカバー。カバーソングプロジェクト「CrosSing」関連楽曲。 |

### キャラクターソング
| 発売日   | 商品名                                                                                                | 歌 | 楽曲                                                              | 備考                                                                        |
| 2003年   | 2003年                                                                                                | 2003年 | 2003年                                                            | 2003年                                                                      |
| -------- | --- | --- | ----------------------------------------------------------------- | --------------------------------------------------------------------------- |
| 8月2日   | ストロベリー♡Magic                                                                                    | うさだあかり（井口裕香） | 「ストロベリー♡Magic」                                            | テレビアニメ『デ・ジ・キャラットにょ』                                      |
| 2004年   | | |                                                                   |                                                                             |
| 3月26日  | デ・ジ・キャラットにょ コンプリートみゅーじっく でじおん                                              | うさだあかり（井口裕香） | 「ウサミミソング」 「シャボン玉フレンドシップ」                   | テレビアニメ『デ・ジ・キャラットにょ』関連曲                                |
| 2005年   | | |                                                                   |                                                                             |
| 3月27日  | Over The Sky                                                                                          | パティ・アーリア（阿澄佳奈）、姫乃樹月歌（井口裕香）、レン・ラルファ・アーシャ（徳永愛） | 「Over The Sky」 「君のMemory」                                   | ゲーム『クロスワールド〜見知らぬ空のエターティア〜』主題歌                  |
| 10月28日 | クロスワールド キャラクターコレクション2 姫乃樹月歌                                                   | 月歌（井口裕香） | 「月華夜曲」 「今宵、夢ノ中ヘ。」                                 | ゲーム『クロスワールド〜見知らぬ空のエターティア〜』関連曲                  |
| 2007年   | | |                                                                   |                                                                             |
| 3月21日  | 恋だもん〜初級編〜                                                                                    | 天海春香（井口裕香）、高槻やよい（小清水亜美） | 「恋だもん〜初級編〜」                                            | ラジオ『春香とやよいの弥生式らじお』主題歌                                  |
| 3月21日  | 恋だもん〜初級編〜                                                                                    | 天海春香（井口裕香） | 「LIVE for LOVE!」                                                | テレビアニメ『アイドルマスター XENOGLOSSIA』挿入歌                          |
| 8月22日  | アイドルマスター XENOGLOSSIA キャラクターアルバムvol.1 熱唱！サンライズ巨大ロボットアニメソング無敵   | 天海春香（井口裕香） | 「ドリーム・シフト」 「微熱S.O.S!!〜TV size〜」                   | テレビアニメ『アイドルマスター XENOGLOSSIA』関連曲                          |
| 10月10日 | アイドルマスター XENOGLOSSIA キャラクターアルバムvol.2 熱唱！サンライズ巨大ロボットアニメソング嵐     | 天海春香（井口裕香） | 「悠久の旅人〜Dear boy〜TV size〜」                               | テレビアニメ『アイドルマスター XENOGLOSSIA』関連曲                          |
| 2008年   | | |                                                                   |                                                                             |
| 2月6日   | アイドルマスター XENOGLOSSIA BEST COLLECTION                                                          | 天海春香（井口裕香） | 「夏空のブローチ」                                                | テレビアニメ『アイドルマスター XENOGLOSSIA』関連曲                          |
| 4月25日  | true tears BD・DVD第2巻特典CD                                                                         | 愛子（井口裕香） | 「アイコトバ」                                                    | テレビアニメ『true tears』関連曲                                            |
| 7月23日  | 仮面のメイドガイ キャラクターソング1 コガラシ                                                         | 富士原なえか（井口裕香） | 「乙女パニック」                                                  | テレビアニメ『仮面のメイドガイ』関連曲                                      |
| 8月27日  | 仮面のメイドガイ キャラクターソング2 なえか&英子&美和                                                 | 富士原なえか（井口裕香）、和泉英子（加藤英美里）、平野美和（小林ゆう） | 「Girly Talk」                                                    | テレビアニメ『仮面のメイドガイ』関連曲                                      |
| 2009年   | | |                                                                   |                                                                             |
| 3月25日  | とある魔術の禁書目録 アーカイブス1                                                                    | インデックス（井口裕香） | 「"ありがと"の経験値」                                            | テレビアニメ『とある魔術の禁書目録』関連曲                                  |
| 8月3日   | 佰物語                                                                                                | 阿良々木暦（神谷浩史）、戦場ヶ原ひたぎ（斎藤千和）、八九寺真宵（加藤英美里）、神原駿河（沢城みゆき）、千石撫子（花澤香菜）、羽川翼（堀江由衣）、忍野メメ（櫻井孝宏）、忍野忍（平野綾）、阿良々木火憐（喜多村英梨）、阿良々木月火（井口裕香） | 「思い出のアルバム」 「ありがとうさよなら」                       | ドラマCD『佰物語』テーマソング                                              |
| 11月11日 | WANTED! for the love                                                                                  | KILLER GIRLS | 「わたしはジュースでココナッツ」                                  | テレビアニメ『NEEDLESS』挿入歌                                              |
| 12月3日  | ときめきメモリアル4 Character Single BOX                                                              | 柳冨美子（井口裕香） | 「シュビドゥビ Be my baby」                                       | ゲーム『ときめきメモリアル4』関連曲                                         |
| 2010年   | | |                                                                   |                                                                             |
| 1月20日  | にゃんこい！ BD・DVD第1巻特典CD                                                                       | 水野楓（井口裕香） | 「Happy Smile Lucky Girl」                                        | テレビアニメ『にゃんこい！』関連曲                                          |
| 3月19日  | ときめきメモリアル4 ボーカル＆ストーリーズ Vol.2                                                      | 柳冨美子（井口裕香） | 「DOKI*DOKI ラブモード」                                          | ゲーム『ときめきメモリアル4』関連曲                                         |
| 5月12日  | はっぴぃ にゅう にゃあ/イチャラブ Come Home!                                                          | 芹沢文乃（伊藤かな恵）、梅ノ森千世（井口裕香）、霧谷希（竹達彩奈） | 「はっぴぃ にゅう にゃあ」 「イチャラブ Come Home!」              | テレビアニメ『迷い猫オーバーラン！』主題歌                                  |
| 6月9日   | 迷い猫オーバーラン キャラクターCD2 梅ノ森千世                                                         | 梅ノ森千世（井口裕香） | 「オ・テ・プリ〜ズ」 「はっぴぃ にゅう にゃあ」                   | テレビアニメ『迷い猫オーバーラン！』関連曲                                  |
| 11月24日 | みつどもえ キャラクターソング6 佐藤が好きでしょうがない隊                                             | 佐藤が好きでしょうがない隊 | 「もう絶対 I ♡ YOU」 「佐藤くんが好きでしょうがない隊」           | テレビアニメ『みつどもえ』関連曲                                            |
| 2011年   | | |                                                                   |                                                                             |
| 8月10日  | 君にご奉仕                                                                                            | 近衛スバル（井口裕香）、涼月奏（喜多村英梨）、宇佐美マサムネ（伊瀬茉莉也） | 「君にご奉仕」 「Wonderful Days」                                 | テレビアニメ『まよチキ！』エンディングテーマ                                |
| 8月31日  | ロウきゅーぶ！ Character Songs 02 三沢真帆                                                            | 三沢真帆（井口裕香） | 「ミライ☆シュート」                                               | テレビアニメ『ロウきゅーぶ！』関連曲                                        |
| 8月31日  | ロウきゅーぶ！ Character Songs 02 三沢真帆                                                            | 井口裕香 imaging 三沢真帆 | 「SHOOT!-No.5 MIX-」                                              | テレビアニメ『ロウきゅーぶ！』関連曲                                        |
| 8月31日  | 乱れ咲き                                                                                              | 飛鳥（原田ひとみ）、斑鳩（今井麻美）、葛城（小林ゆう）、柳生（水橋かおり）、雲雀（井口裕香） | 「乱れ咲き」                                                      | ゲーム『閃乱カグラ -少女達の真影-』オープニングテーマ                       |
| 9月21日  | まよウタ！                                                                                            | 近衛スバル（井口裕香） | 「I'm a Butler!」                                                 | テレビアニメ『まよチキ！』関連曲                                            |
| 9月21日  | まよウタ！                                                                                            | 近衛スバル（井口裕香）、涼月奏（喜多村英梨）、宇佐美マサムネ（伊瀬茉莉也）、鳴海ナクル（阿澄佳奈）、マリア（桑谷夏子）、ミルク（石原夏織）、チョコ（小倉唯）                                                                                 | 「Happy Happy Birthday」                                          | テレビアニメ『まよチキ！』挿入歌                                            |
| 10月26日 | ロウきゅーぶ！ いんたーばる1                                                                          | 三沢真帆（井口裕香） | 「まほーの「まっ！」」                                            | テレビアニメ『ロウきゅーぶ！』関連曲                                        |
| 10月26日 | 残念系隣人部★★☆                                                                                       | 友達つくり隊 | 「残念系隣人部★★☆」                                               | テレビアニメ『僕は友達が少ない』オープニングテーマ                          |
| 11月28日 | たまゆら〜hitotose〜ボーカルアルバム、なので。                                                        | 岡崎のりえ（井口裕香）、桜田麻音（儀武ゆう子） | 「夢の兆し」                                                      | テレビアニメ『たまゆら〜hitotose〜』関連曲                                  |
| 11月28日 | たまゆら〜hitotose〜ボーカルアルバム、なので。                                                        | 沢渡楓（竹達彩奈）、塙かおる（阿澄佳奈）、岡崎のりえ（井口裕香）、桜田麻音（儀武ゆう子） | 「あしたの陽だまり」                                              | テレビアニメ『たまゆら〜hitotose〜』関連曲                                  |
| 2012年   | | |                                                                   |                                                                             |
| 6月27日  | 感じてマイ☆ソング                                                                                     | 星華学院芸能部 team.エトワール | 「感じてマイ☆ソング」 「Precious Days」                           | ラジオ『星華学院放送部』主題歌                                              |
| 7月25日  | 偽物語 つきひフェニックス（上） 特典CD                                                                | 阿良々木月火（井口裕香） | 「白金ディスコ」                                                  | テレビアニメ『偽物語』オープニングテーマ                                    |
| 8月8日   | さみだれて…www                                                                                        | 海鴎琴寝（井口裕香） | 「さみだれて…www」 「お久しぶりね」                               | ゲーム『スタプラ！』関連曲                                                  |
| 11月7日  | Enter Enter MISSION!                                                                                  | あんこうチーム | 「Enter Enter MISSION!」 「それゆけ！乙女の戦車道!!」             | テレビアニメ『ガールズ&パンツァー』エンディングテーマ                       |
| 12月5日  | ガールズ&パンツァーキャラクターソングvol.5 冷泉麻子                                                   | 冷泉麻子（井口裕香） | 「メランコリック」 「朝の戦い」                                   | テレビアニメ『ガールズ&パンツァー』関連曲                                   |
| 2013年   | | |                                                                   |                                                                             |
| 2月6日   | Be My Friend                                                                                          | 隣人部 | 「Be My Friend」                                                  | テレビアニメ『僕は友達が少ないNEXT』オープニングテーマ                      |
| 2月6日   | Be My Friend                                                                                          | 羽瀬川小鳩（花澤香菜）、高山マリア（井口裕香） | 「ぶいえす!!らいばる!!」                                          | テレビアニメ『僕は友達が少ないNEXT』関連曲                                  |
| 2月6日   | 僕らの翼                                                                                              | 隣人部 | 「僕らの翼」                                                      | テレビアニメ『僕は友達が少ないNEXT』エンディングテーマ                      |
| 3月13日  | スタッカート・デイズ                                                                                  | あおい（井口裕香）、ひなた（阿澄佳奈） | 「スタッカート・デイズ」                                          | テレビアニメ『ヤマノススメ』エンディングテーマ                              |
| 3月13日  | スタッカート・デイズ                                                                                  | あおい（井口裕香） | 「スタッカート・デイズ」                                          | テレビアニメ『ヤマノススメ』関連曲                                          |
| 4月24日  | To LOVEる -とらぶる- ダークネス キャラクターアルバム                                                  | 黒咲芽亜（井口裕香） | 「Dangerous Game」                                                | テレビアニメ『To LOVEる -とらぶる- ダークネス』関連曲                       |
| 5月8日   | CAN'T TAKE MY EYES OFF YOU                                                                            | ツグミ・ルリ（井口裕香） | 「妹、カッコかり！」                                              | テレビアニメ『ハヤテのごとく！ CAN'T TAKE MY EYES OFF YOU』                 |
| 7月24日  | ロウきゅーぶ！SS Character Songs 02 三沢真帆                                                          | 三沢真帆（井口裕香） | 「マホトピア」                                                    | テレビアニメ『ロウきゅーぶ！SS』関連曲                                      |
| 7月24日  | ロウきゅーぶ！SS Character Songs 02 三沢真帆                                                          | 井口裕香 imaging 三沢真帆 | 「Get goal!-No.5 MIX-」                                           | テレビアニメ『ロウきゅーぶ！SS』関連曲                                      |
| 8月7日   | ガールズ＆パンツァー ファンディスクCD ディープパンツァーCDです！                                      | あんこうチーム | 「戦車道行進曲」 「雪の進軍」                                     | テレビアニメ『ガールズ&パンツァー』関連曲                                   |
| 8月21日  | 神のみキャラCD.9                                                                                      | 九条月夜（井口裕香） | 「月の夜に逢いましょう」 「キズナノユクエ from Tsukiyo」          | テレビアニメ『神のみぞ知るセカイ 女神篇』関連曲                             |
| 8月21日  | アリガトウ。タダイマ。/僕たちは生きている                                                             | クギミヤ・ケイ（日笠陽子）、イリエ・タマキ（井口裕香） | 「アリガトウ。タダイマ。」                                        | テレビアニメ『銀河機攻隊 マジェスティックプリンス』エンディングテーマ       |
| 8月28日  | 僕は友達が少ない 隣人部ボーカルコレクション                                                           | 三日月夜空（井上麻里奈）、柏崎星奈（伊藤かな恵）、楠幸村（山本希望）、志熊理科（福圓美里）、羽瀬川小鳩（花澤香菜）、高山マリア（井口裕香）                                                                                                   | 「Over the Distance（New Mix ver.）」                             | ゲーム『僕は友達が少ない ぽーたぶる』エンディングテーマ                     |
| 9月11日  | キズナノユクエ                                                                                        | ユピテルの姉妹 | 「キズナノユクエ」                                                | テレビアニメ『神のみぞ知るセカイ 女神篇』エンディングテーマ                 |
| 9月18日  | 戦姫絶唱シンフォギアG キャラクターソング8 小日向未来                                                  | 小日向未来（井口裕香） | 「歪鏡・シェンショウジン」 「かばんの隠し事」                     | テレビアニメ『戦姫絶唱シンフォギアG』挿入歌                                 |
| 9月18日  | 超速変形ジャイロゼッター オリジナル・サウンドトラック                                                 | あいる（小松未可子）、せな（小見川千明）、りんね（井口裕香） | 「Love Drive!!」                                                  | ゲーム『超速変形ジャイロゼッター アルバロスの翼』劇中歌                     |
| 9月18日  | 超速変形ジャイロゼッター オリジナル・サウンドトラック                                                 | 稲葉りんね（井口裕香） | 「Love Drive!!」                                                  | テレビアニメ『超速変形ジャイロゼッター』挿入歌                              |
| 10月16日 | 銀多機攻隊マジェスティックプリンス キャラクターソング【ROSE】イリエ・タマキ                           | イリエ・タマキ（井口裕香） | 「Girls Of Summer」 「Go☆ahead」 「アリガトウ。タダイマ。」       | テレビアニメ『銀河機攻隊 マジェスティックプリンス』関連曲                   |
| 2014年   | | |                                                                   |                                                                             |
| 1月29日  | Won(*3*)Chu KissMe!/Kiss(and)Love                                                                     | SAKURA*TRICK | 「Won(*3*)Chu KissMe!」 「Kiss(and)Love」                         | テレビアニメ『桜Trick』主題歌                                               |
| 2月26日  | SAKURA♪SONG 01                                                                                        | 園田優（井口裕香） | 「YES?NO?ココロ」                                                 | テレビアニメ『桜Trick』関連曲                                               |
| 4月9日   | SAKURA♪SONG ALBUM SAKURA*SAKU - 桜*作 -                                                               | SAKURA*TRICK | 「Kiss me please」                                                | テレビアニメ『桜Trick』関連曲                                               |
| 8月27日  | PHANTASY STAR ONLINE 2 キャラクターソングCD〜Song Festival〜                                          | パティ（阿澄佳奈）、ティア（井口裕香） | 「双子星クオリティ」                                              | ゲーム『ファンタシースターオンライン2』関連曲                               |
| 9月26日  | 夏色プレゼント                                                                                        | あおい（井口裕香）、ひなた（阿澄佳奈）、かえで（日笠陽子）、ここな（小倉唯） | 「夏色プレゼント」                                                | テレビアニメ『ヤマノススメ セカンドシーズン』オープニングテーマ             |
| 9月26日  | 夏色プレゼント                                                                                        | あおい（井口裕香） | 「夏色プレゼント」                                                | テレビアニメ『ヤマノススメ セカンドシーズン』関連曲                         |
| 12月17日 | 毎日コハルビヨリ                                                                                      | あおい（井口裕香）、ひなた（阿澄佳奈） | 「毎日コハルビヨリ」                                              | テレビアニメ『ヤマノススメ セカンドシーズン』オープニングテーマ             |
| 12月17日 | 毎日コハルビヨリ                                                                                      | あおい（井口裕香） | 「毎日コハルビヨリ」                                              | テレビアニメ『ヤマノススメ セカンドシーズン』関連曲                         |
| 2015年   | | |                                                                   |                                                                             |
| 3月25日  | 艦娘乃歌 Vol.1                                                                                        | 艦娘特別艦隊 | 「Let's not say "good-bye"」                                      | テレビアニメ『艦隊これくしょん -艦これ-』関連曲                             |
| 10月28日 | スーパーウルトラハイパーミラクルロマンチック                                                          | 敷島魅零（井口裕香）、処女まもり（井澤美香子） | 「スーパーウルトラハイパーミラクルロマンチック」                  | テレビアニメ『VALKYRIE DRIVE -MERMAID-』エンディングテーマ                  |
| 2016年   | | |                                                                   |                                                                             |
| 3月29日  | 艦隊これくしょん -艦これ- 艦娘想歌【参】加賀岬                                                        | 航空母艦 | 「加賀岬」 「加賀岬改」                                           | ゲーム『艦隊これくしょん -艦これ-』関連曲                                   |
| 12月21日 | PHANTASY STAR ONLINE 2 キャラクターソングCD〜Song Festival〜BEST                                      | パティ（阿澄佳奈）、ティア（井口裕香） | 「いざゆけウワサの情報通」                                        | ゲーム『ファンタシースターオンライン2』関連曲                               |
| 2017年   | | |                                                                   |                                                                             |
| 4月19日  | ガールフレンド（仮） キャラクターソングシリーズ Vol.04                                                | チーム Merry Xmas! | 「オリジナル☆クリスマス♪」                                        | ゲーム『ガールフレンド（♪）』関連曲                                         |
| 9月27日  | TVアニメ『天使の3P!』Three Angels Complete Album ♪                                                    | 相ヶ江柚葉（井口裕香） | 「大切がきこえる ピアノアレンジ」                                 | テレビアニメ『天使の3P!』挿入歌                                             |
| 10月28日 | おもいでクリエイターズ                                                                                | あおい（井口裕香）、ひなた（阿澄佳奈） | 「おもいでクリエイターズ」                                        | OVA『ヤマノススメ おもいでプレゼント』主題歌                                |
| 10月28日 | おもいでクリエイターズ                                                                                | あおい（井口裕香） | 「おもいでクリエイターズ」                                        | OVA『ヤマノススメ おもいでプレゼント』関連曲                                |
| 12月13日 | Enter Enter MISSION! 最終章ver.                                                                       | あんこうチーム | 「Enter Enter MISSION! 最終章ver.」                               | OVA『ガールズ&パンツァー 最終章』エンディングテーマ                         |
| 12月13日 | Enter Enter MISSION! 最終章ver.                                                                       | あんこうチーム | 「Long and Shining Road」                                         | OVA『ガールズ&パンツァー 最終章』イメージソング                             |
| 2018年   | | |                                                                   |                                                                             |
| 2月21日  | ここから、ここから                                                                                    | 玉木マリ（水瀬いのり）、小淵沢報瀬（花澤香菜）、三宅日向（井口裕香）、白石結月（早見沙織） | 「ここから、ここから」                                            | テレビアニメ『宇宙よりも遠い場所』エンディングテーマ                        |
| 2月21日  | ここから、ここから                                                                                    | 玉木マリ（水瀬いのり）、小淵沢報瀬（花澤香菜）、三宅日向（井口裕香）、白石結月（早見沙織） | 「One Step」                                                      | テレビアニメ『宇宙よりも遠い場所』挿入歌                                    |
| 3月28日  | 宇宙よりも遠い場所 BD・DVD第1巻特典CD                                                                 | 三宅日向（井口裕香） | 「ここから、ここから」 「One Step」                               | テレビアニメ『宇宙よりも遠い場所』関連曲                                    |
| 7月27日  | 地平線ストライド                                                                                      | あおい（井口裕香）、ひなた（阿澄佳奈）、かえで（日笠陽子）、ここな（小倉唯） | 「地平線ストライド」                                              | テレビアニメ『ヤマノススメ サードシーズン』オープニングテーマ               |
| 7月27日  | 地平線ストライド                                                                                      | あおい（井口裕香） | 「地平線ストライド」                                              | テレビアニメ『ヤマノススメ サードシーズン』関連曲                           |
| 7月27日  | 色違いの翼                                                                                            | あおい（井口裕香）、ひなた（阿澄佳奈） | 「色違いの翼」                                                    | テレビアニメ『ヤマノススメ サードシーズン』エンディングテーマ               |
| 7月27日  | 色違いの翼                                                                                            | あおい（井口裕香） | 「色違いの翼」（あおいバージョン）                                | テレビアニメ『ヤマノススメ サードシーズン』関連曲                           |
| 8月24日  | ヤマノススメ サードシーズン キャラクターソングミニアルバム                                            | あおい（井口裕香） | 「カタツムリまいんど」                                            | テレビアニメ『ヤマノススメ サードシーズン』関連曲                           |
| 8月29日  | 戦姫絶唱シンフォギアXD UNLIMITED キャラクターソングアルバム1                                          | 小日向未来（井口裕香） | 「永愛プロミス」                                                  | ゲーム『戦姫絶唱シンフォギアXD UNLIMITED』関連曲                            |
| 8月29日  | wicked prince                                                                                         | princess à la mode | 「wicked prince」                                                 | ゲーム『〈物語〉シリーズ ぷくぷく』テーマソング                             |
| 2019年   | | |                                                                   |                                                                             |
| 6月19日  | フレンズビート！                                                                                      | イエイヌ（井口裕香） | 「ただいまを聞きたくて」                                          | テレビアニメ『けものフレンズ2』関連曲                                       |
| 2020年   | | |                                                                   |                                                                             |
| 2月5日   | 戦姫絶唱シンフォギアXV BD・DVD第5巻特典CD                                                             | 立花響（悠木碧）、風鳴翼（水樹奈々）、雪音クリス（高垣彩陽）、マリア・カデンツァヴナ・イヴ（日笠陽子）、月読調（南條愛乃）、暁切歌（茅野愛衣）、小日向未来（井口裕香）                                                                       | 「Xtreme Vibes」                                                  | テレビアニメ『戦姫絶唱シンフォギアXV』挿入歌                                |
| 3月4日   | 戦姫絶唱シンフォギアXV BD・DVD第6巻特典CD                                                             | 立花響（悠木碧）、風鳴翼（水樹奈々）、雪音クリス（高垣彩陽）、マリア・カデンツァヴナ・イヴ（日笠陽子）、月読調（南條愛乃）、暁切歌（茅野愛衣）、小日向未来（井口裕香）                                                                       | 「未来へのフリューゲル」                                          | テレビアニメ『戦姫絶唱シンフォギアXV』挿入歌                                |
| 3月4日   | 戦姫絶唱シンフォギアXV BD・DVD第6巻特典CD                                                             | 小日向未来（井口裕香） | 「FOR THE FUTURE」                                                | テレビアニメ『戦姫絶唱シンフォギアXV』関連曲                                |
| 4月14日  | デビル☆アイドル                                                                                       | アイラ（三森すずこ）、シマ（井口裕香）、はな（花澤香菜） | 「デビル☆アイドル」                                               | テレビアニメ『でびどる！』オープニングテーマ                                |
| 2021年   | | |                                                                   |                                                                             |
| 2月24日  | プリンセスコネクト！Re:Dive PRICONNE CHARACTER SONG 20                                                | ムイミ（潘めぐみ）、ネネカ（井口裕香） | 「Brand New Sunrise」                                             | ゲーム『プリンセスコネクト！Re:Dive』挿入歌                                 |
| 2月24日  | プリンセスコネクト！Re:Dive PRICONNE CHARACTER SONG 20                                                | ネネカ（井口裕香） | 「Brand New Sunrise」                                             | ゲーム『プリンセスコネクト！Re:Dive』挿入歌                                 |
| 2022年   | | |                                                                   |                                                                             |
| 2月16日  | パチンコ・パチスロ『ガールズ&パンツァー 劇場版』ボーカルミニアルバム「音楽道、まだまだ邁進中です!!!」 | あんこうチーム | 「Keep On Marching」                                              | パチンコ・パチスロ『ガールズ&パンツァー 劇場版』関連曲                      |
| 7月20日  | デリシャスパーティ♡プリキュア ボーカルアルバム 〜Welcome to Delicious Party〜                         | 華満らん（井口裕香） | 「デリシャスサ〜チ！」                                            | テレビアニメ『デリシャスパーティ♡プリキュア』関連曲                         |
| 7月20日  | デリシャスパーティ♡プリキュア ボーカルアルバム 〜Welcome to Delicious Party〜                         | キュアプレシャス（菱川花菜）、キュアスパイシー（清水理沙）、キュアヤムヤム（井口裕香）、キュアフィナーレ（茅野愛衣） | 「キズナ♡スペシャリティ」                                         | テレビアニメ『デリシャスパーティ♡プリキュア』関連曲                         |
| 10月12日 | 想いのち晴れ/扉を開けてベルを鳴らそう                                                                 | あおい（井口裕香）、ひなた（阿澄佳奈） | 「想いのち晴れ」                                                  | テレビアニメ『ヤマノススメ Next Summit』オープニングテーマ                  |
| 10月12日 | 想いのち晴れ/扉を開けてベルを鳴らそう                                                                 | あおい（井口裕香） | 「想いのち晴れ」                                                  | テレビアニメ『ヤマノススメ Next Summit』関連曲                              |
| 10月12日 | 想いのち晴れ/扉を開けてベルを鳴らそう                                                                 | あおい（井口裕香）、ひなた（阿澄佳奈） | 「扉を開けてベルを鳴らそう」                                      | テレビアニメ『ヤマノススメ Next Summit』エンディングテーマ                  |
| 10月12日 | 想いのち晴れ/扉を開けてベルを鳴らそう                                                                 | あおい（井口裕香） | 「扉を開けてベルを鳴らそう」                                      | テレビアニメ『ヤマノススメ Next Summit』エンディングテーマ                  |
| 10月12日 | 想いのち晴れ/扉を開けてベルを鳴らそう                                                                 | あおい（井口裕香）、ひなた（阿澄佳奈） | 「はなうた*ステップ」                                             | テレビアニメ『ヤマノススメ Next Summit』関連曲                              |
| 2023年   | | |                                                                   |                                                                             |
| 2月1日   | デリシャスパーティ♡プリキュア ボーカルベスト 〜Delicious Ambitious!〜                                 | キュアプレシャス（菱川花菜）、キュアスパイシー（清水理沙）、キュアヤムヤム（井口裕香）、キュアフィナーレ（茅野愛衣） | 「Cheers!デリシャスパーティ♡プリキュア 〜Precure Quartet Ver.〜」 | テレビアニメ『デリシャスパーティ♡プリキュア』関連曲                         |
| 9月27日  | プリンセスコネクト！Re:Dive PRICONNE CHARACTER SONG 35                                                | ネネカ（井口裕香） | 「メタモル・カレイドスコープ」                                    | ゲーム『プリンセスコネクト！Re:Dive』挿入歌                                 |
| 12月7日  | ヤマノススメ Next Summit 〜あの山に、もう一度〜完全生産限定版特典サウンドトラックCD                   | あおい（井口裕香）、ひなた（阿澄佳奈） | 「はなうた*ステップ（ゲームサイズ）」                             | ゲーム『ヤマノススメ Next Summit 〜あの山に、もう一度〜』オープニングテーマ |
| 2024年   | | |                                                                   |                                                                             |
| 12月11日 | 「愚物語」 / つきひアンドゥ Blu-ray&DVD【完全生産限定版】                                             | 阿良々木月火（井口裕香）、斧乃木余接（早見沙織） | 「icecream°」                                                     | テレビアニメ『〈物語〉シリーズ オフ&モンスターシーズン』オープニングテーマ  |

### その他参加作品
| 発売日         | 商品名                                              | 歌 | 楽曲                                   | 備考                                                                              |
| -------------- | --------------------------------------------------- | --- | -------------------------------------- | --------------------------------------------------------------------------------- |
| 2003年10月24日 | ダイナマイト★I・N・G                                | 真田アサミ、沢城みゆき、氷上恭子、井口裕香 | 「PARTY☆NIGHT -Cyber Trance Version-」 | テレビアニメ『デ・ジ・キャラットにょ』エンディングテーマ                          |
| 2009年11月4日  | 7ブンノ5デイズ/メジルシは君さ                       | 超ラジ!Girls | 「7ブンノ5デイズ」                     | ラジオ『Voice of A&G Digital 超ラジ!Girls』オープニングテーマ                     |
| 2009年11月4日  | 7ブンノ5デイズ/メジルシは君さ                       | 超ラジ!Girls | 「メジルシは君さ」                     | ラジオ『Voice of A&G Digital 超ラジ!Girls』エンディングテーマ                     |
| 2010年3月19日  | Happy place                                         | えりゆか | 「Happy place」 「忘れない…」          | 東京国際アニメフェア2010 テーマソング                                             |
| 2011年2月9日   | 魔法の天使クリィミーマミ 公式トリビュート・アルバム | 井口裕香 | 「天使のミラクル」                     | テレビアニメ『魔法の天使クリィミーマミ』関連曲                                    |
| 2011年7月27日  | こむちゃっとカウントダウン Vocal CD 2011            | 櫻井孝宏、井口裕香 | 「Party-Life!!」                       | ラジオ『こむちゃっとカウントダウン』関連曲                                        |
| 2011年7月27日  | こむちゃっとカウントダウン Vocal CD 2011            | 井口裕香 | 「splashing happy days」               | ラジオ『こむちゃっとカウントダウン』関連曲                                        |
| 2012年3月31日  | Project VAOL 東日本大震災チャリティCD tetote        | 浅沼晋太郎、岡本信彦、小野大輔、梶裕貴、木村良平、藤原啓治、前野智昭、井口裕香、伊藤かな恵、伊藤静、井上麻里奈、金元寿子、川澄綾子、喜多村英梨、釘宮理恵、佐藤聡美、佐藤利奈、沢城みゆき、中原麻衣、南條愛乃、能登麻美子、花澤香菜、日笠陽子、ミルキィホームズ、悠木碧 | 「tetote」                             |                                                                                   |
| 2014年5月28日  | こむちゃっとカウントダウン Vocal CD 2014            | 櫻井孝宏、井口裕香 | 「Radio Prayer」                       | ラジオ『こむちゃっとカウントダウン』関連曲                                        |
| 2014年5月28日  | こむちゃっとカウントダウン Vocal CD 2014            | 井口裕香 | 「ボクらのMUSIC」                      | ラジオ『こむちゃっとカウントダウン』関連曲                                        |
| 2017年4月5日   | こむちゃっとカウントダウン Vocal CD 2017            | 櫻井孝宏、井口裕香 | 「Happiness Countdown」                | ラジオ『こむちゃっとカウントダウン』関連曲                                        |
| 2017年4月5日   | こむちゃっとカウントダウン Vocal CD 2017            | 井口裕香 | 「めざせ！王道ハッピーエンド」         | ラジオ『こむちゃっとカウントダウン』関連曲                                        |
| 2019年12月4日  | FM AXIA from Galaxy Radio Station                   | 野田愛実、DJYUU（井口裕香） | ナビゲート                             | 野田愛実の楽曲を、DJYUU(井口裕香)がトークで紹介するラジオ番組風コンセプトアルバム |

## ライブ・イベント

### 合同ライブ
| 出演日               | タイトル                                                           | 会場                                                 |
| -------------------- | ------------------------------------------------------------------ | ---------------------------------------------------- |
| 2014年11月22日       | ANIMAX MUSIX 2014 YOKOHAMA                                         | 横浜アリーナ（神奈川県）                             |
| 2015年8月28日        | Animelo Summer Live 2015 -THE GATE-                                | さいたまスーパーアリーナ（埼玉県、スタジアムモード） |
| 2016年3月26日        | AJ Night 2016                                                      | ディファ有明（東京都）                               |
| 2016年8月26日        | Animelo Summer Live 2016 刻-TOKI-                                  | さいたまスーパーアリーナ（埼玉県、スタジアムモード） |
| 2016年11月23日       | ANIMAX MUSIX 2016 YOKOHAMA                                         | 横浜アリーナ（神奈川県）                             |
| 2017年11月23日       | ANIMAX MUSIX 2017 YOKOHAMA                                         | 横浜アリーナ（神奈川県）                             |
| 2018年1月8日         | DENGEKI 25th Anniversary DENGEKI MUSIC LIVE!! 2018                 | 幕張メッセ イベントホール（千葉県）                  |
| 2018年3月3日、4日    | シンフォギアライブ2018                                             | 武蔵野の森総合スポーツプラザ（東京都）               |
| 2018年12月16日       | リスアニ! LIVE TAIWAN 2018                                         | 台湾大学 体育館1F（台北）                            |
| 2019年10月20日       | リスアニ! LIVE TAIWAN 2019                                         | TICC（台湾）                                         |
| 2021年1月31日        | ANIMAX MUSIX 2021 ONLINE                                           | 有明アリーナ（東京都、有料配信のみ実施・無観客）     |
| 2021年8月28日        | Animelo Summer Live 2021 -COLORS-                                  | さいたまスーパーアリーナ（埼玉県）                   |
| 2021年12月12日       | 京 Premium Live 2021                                               | ロームシアター京都（京都府）                         |
| 2022年3月5日         | EJ My Girl Festival 2022                                           | 舞浜アンフィシアター（千葉県）                       |
| 2022年5月14日        | KADOKAWA ARTIST LIVE ON STAGE                                      | Zepp DiverCity（TOKYO）（東京都）                    |
| 2022年6月4日         | メ〜テレアニソンLIVE                                               | 愛知県芸術劇場 大ホール（愛知県）                    |
| 2022年10月29日、30日 | デリシャスパーティ♡プリキュアLIVE2022 Cheers!Delicious LIVE Party♡ | TOKYO DOME CITY HALL（東京都）                       |
| 2023年2月18日、19日  | デリシャスパーティ♡プリキュア 感謝祭                               | 中野サンプラザホール（東京都）                       |
| 2023年8月27日        | Animelo Summer Live 2023 -AXEL-                                    | さいたまスーパーアリーナ（埼玉県）                   |
| 2024年1月20日        | 全プリキュア 20th Anniversary LIVE!                                | 横浜アリーナ（神奈川県）                             |
| 2024年5月4日         | とちてれ☆アニメフェスタ2024                                        | オリオンスクエア（栃木県）                           |
| 2024年9月21日        | ナガノアニエラフェスタ2024                                         | 駒場公園（長野県）                                   |
| 2024年11月4日        | とある科学の超音楽祭                                               | TOKYO DOME CITY HALL（東京都）                       |
| 2025年7月20日        | HYPER JAPAN Festival 2025                                          | Olympia Events（London）                             |

## 書籍

### 写真集
- Le chouchou（2012年7月11日、東京ニュース通信社、撮影：樂滿直城）ISBN 978-4863362451
- MORE MORE MORE（2024年4月3日、KADOKAWA、撮影：倉本侑磨）ISBN 978-4048977388[377][378][379][380]

### デジタル写真集
- 君の声と、波の音と。〜prologue〜（2024年8月5日、集英社［週プレ PHOTO BOOK］、撮影：HIROKAZU）[381]
- MORE MORE MORE -Another Side-（2024年10月18日、KADOKAWA、撮影：倉本侑磨）[382]
- アンコール（2024年11月8日、KADOKAWA、撮影：倉本侑磨）[383]
- 秋空とエコー（2024年11月18日、集英社［週プレ PHOTO BOOK］、撮影：HIROKAZU）[384]
- 花も実も（2025年7月31日、集英社［YJ PHOTO BOOK］、撮影：桑島智輝）[385]

### カレンダー
- カレンダーブック2025（2025年3月24日、集英社）ISBN 978-4089084793[386]